# Monte Conero

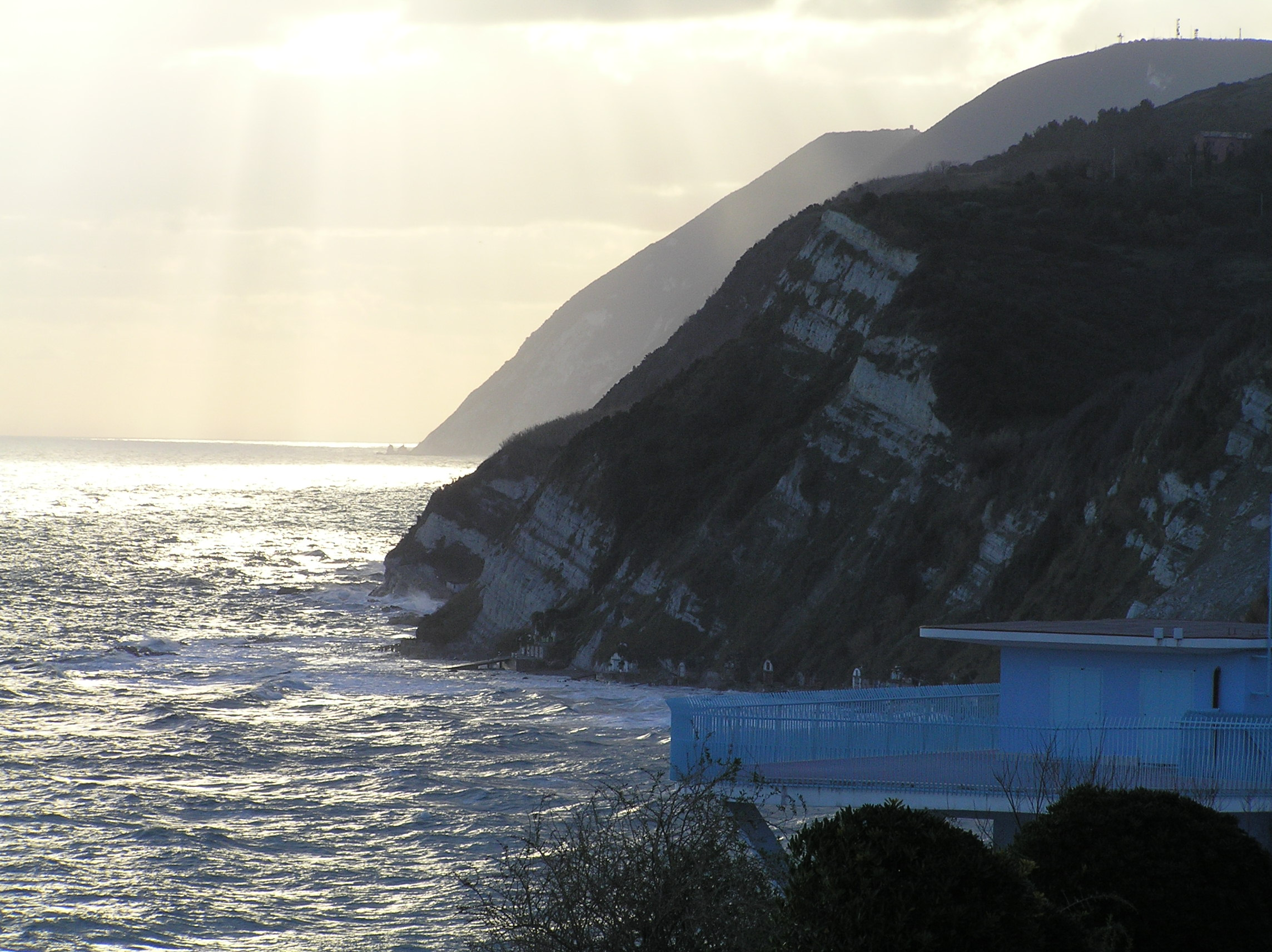
Il Conero visto da Ancona - sulla punta del monte sono visibili gli scogli delle Due Sorelle

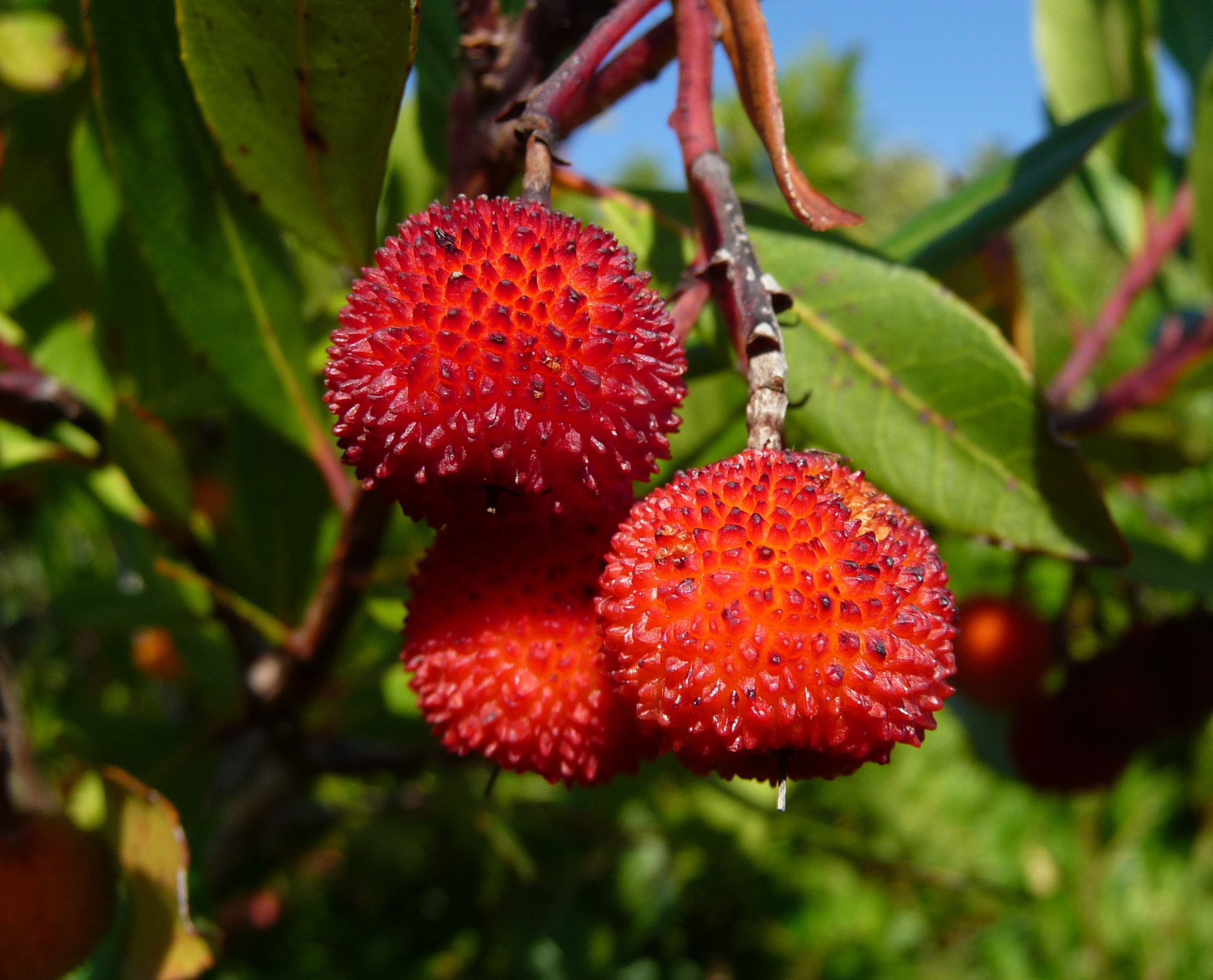
Frutti del corbezzolo

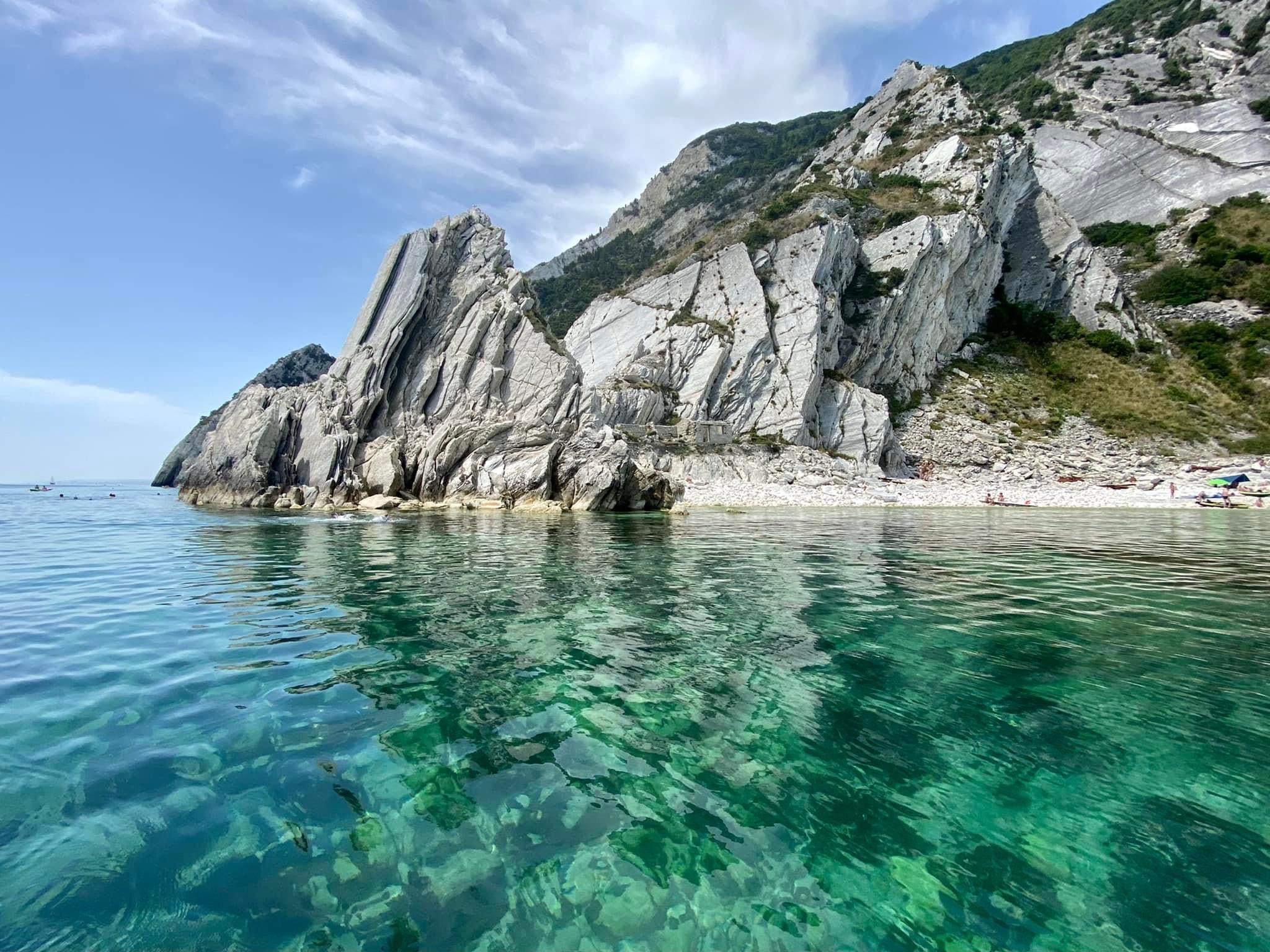
Tratto di costa tra la Spiaggia dei Gabbiani e quella delle Due Sorelle

Il monte Cònero è un rilievo dell'Appennino umbro-marchigiano alto 572 m s.l.m. situato sulla costa del mare Adriatico, nelle Marche. Il sinonimo monte d'Ancona, abbreviato comunemente in Monte, è storicamente il più usato. Solo dall'ultimo dopoguerra il termine Conero, fino a quel momento usato solo a livello colto, si è diffuso anche popolarmente. Fa parte della provincia di Ancona e in particolare del comune del capoluogo e di quello di Sirolo.
Costituisce il più importante promontorio italiano dell'Adriatico dopo quello del Gargano ed ha le rupi marittime più alte di tutta la costa occidentale adriatica: circa cinquecento metri a picco sul mare. Merita appieno il nome di monte per l'aspetto maestoso che mostra a chi lo osserva dal mare, per i suoi sentieri alpestri, per gli strapiombi altissimi, per i vasti panorami e per le attività che vi si svolgono tipiche della montagna, come l'arrampicata libera. La costa di questo monte è chiamata Riviera del Conero e su tutto il promontorio che esso delinea si estende il Parco regionale del Conero.

## Descrizione

### Origine e significato del nome
Secondo l'ipotesi più diffusa, il nome Conero significa "monte dei corbezzoli", derivando dal greco κόμαρος (kòmaros), ossia corbezzolo, un albero mediterraneo molto diffuso nei boschi del Conero e che produce caratteristici frutti rossi localmente molto apprezzati. L'ipotesi è suffragata anche dal fatto che ancor oggi, nel dialetto locale, sia la pianta sia il suo frutto sono detti cocomero, termine che deriva anch'esso dal greco kòmaros con raddoppiamento della sillaba iniziale. L'origine greca del nome si spiegherebbe con la presenza ad Ancona, a partire dal IV secolo a.C., della colonia di Ankón, fondata da un gruppo di greci siracusani.
Altre ipotesi si riferiscono all'aspetto del Monte: se il suo nome derivasse dalle due parole greche kyma (onda) e oròs (montagna), significherebbe "monte sulle onde"; se derivasse dal greco kynei (elmo) significherebbe invece "monte a forma di elmo"; infine, il toponimo forse proviene dal latino cumerum, un tipo particolare di vaso, la cui forma ricorderebbe il profilo del monte.
Certo è che i latini lo chiamavano Cumerum nel I secolo d.C.; nel V secolo il suo nome è collegato a quello del condottiero Cùnarus. Poi, alla fine del XIII secolo, i documenti riportano il termine Cònaro e infine nel '700 i Camaldolesi cominciano ad usare il nome attuale Cònero, sebbene venisse ancora accettata la precedente dizione.

### Conformazione

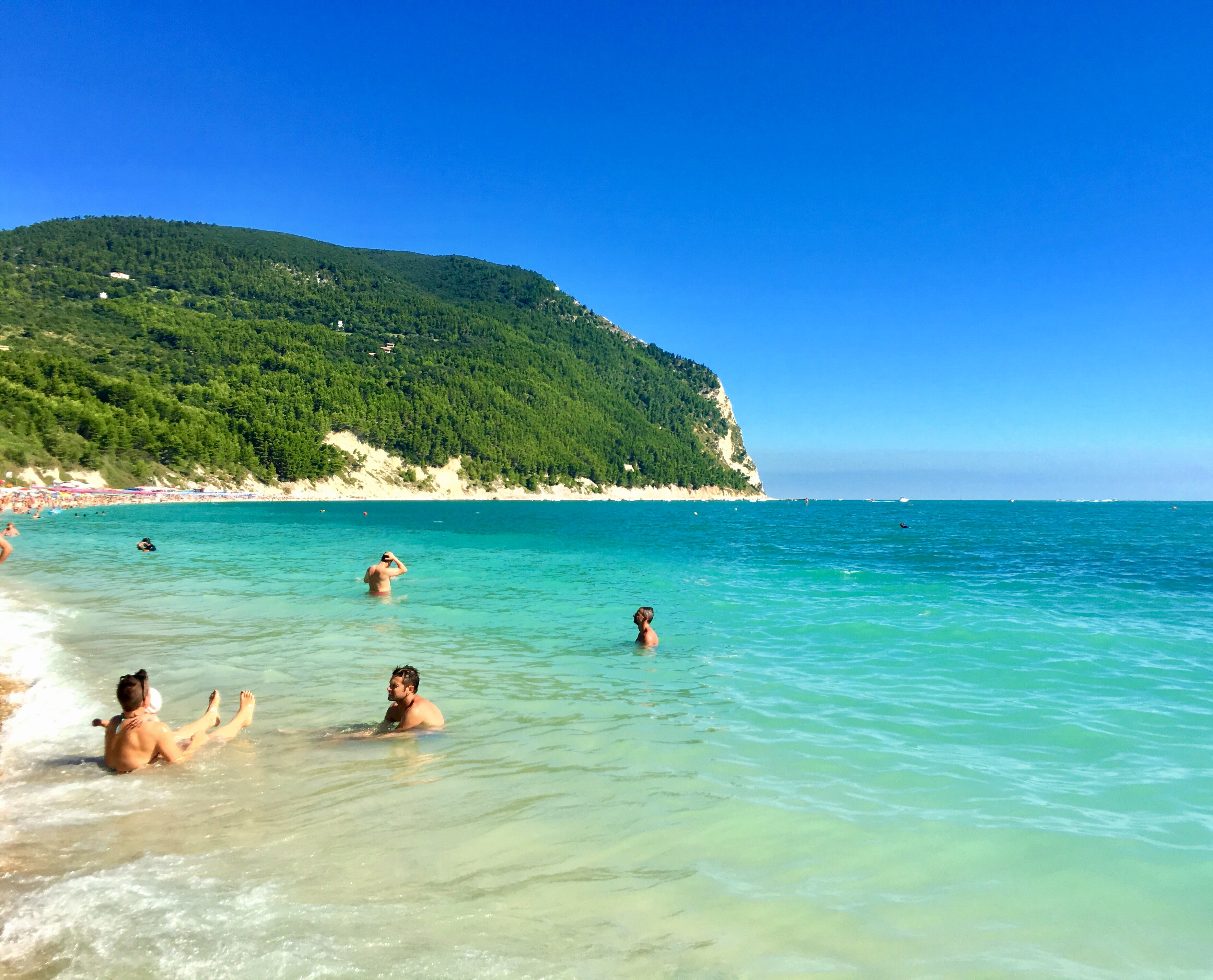
Monte Conero visto dalla spiaggia di San Michele

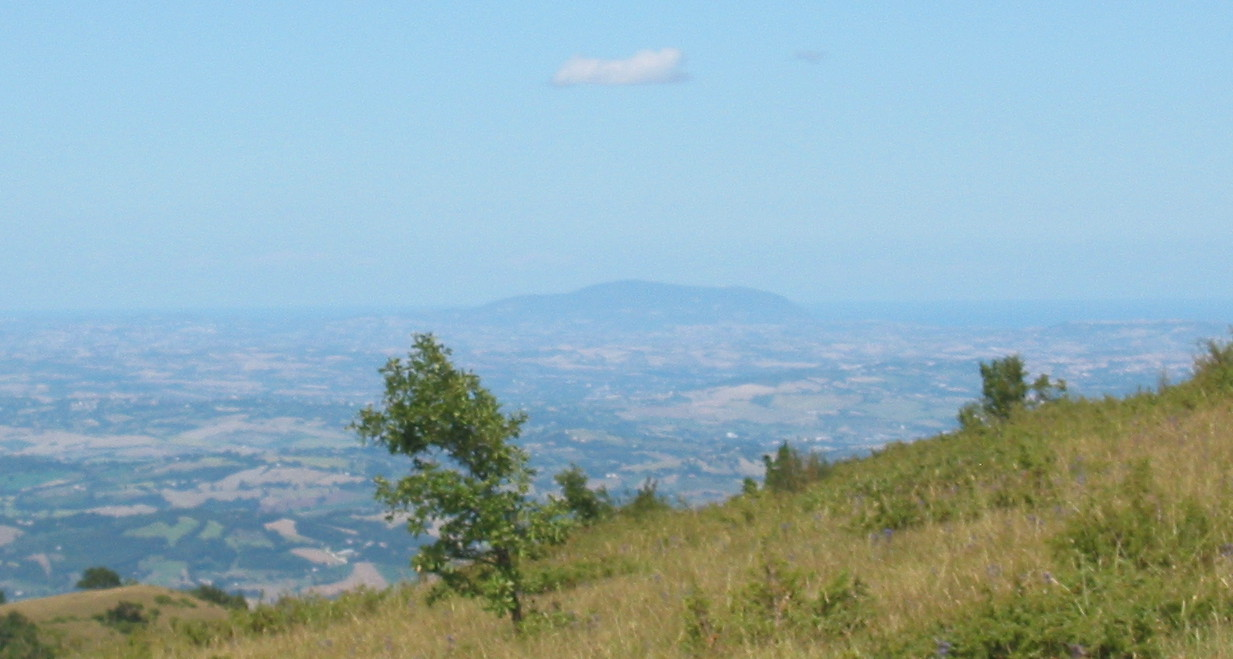
Il Conero dai Monti Sibillini

Il monte Conero, unico tratto di costa rocciosa calcarea da Trieste al Gargano, spezza la lineare e sabbiosa costa adriatica in due tratti con orientamento diverso, meritando per questa ragione l'appellativo di "gomito d'Italia", condiviso anche dalla città di Ancona.
La parte costiera è quella che presenta i pendii più ripidi, mentre scende assai più dolcemente verso l'entroterra. Su questo lato, il monte presenta dei canaloni, alcuni dei quali percorribili negli itinerari del Parco.
Il paesaggio spettacolare della costa alta è stato originato dalla millenaria azione erosiva delle onde; come tutte le coste alte, anche la riviera del Conero è infatti soggetta alle frane. La più nota è quella preistorica alla quale è dovuta la formazione di Portonovo.
Da tutta la montagna marchigiana il Monte spicca nel panorama come una cupola color verde scuro che si spinge nel mare.

### Territorio

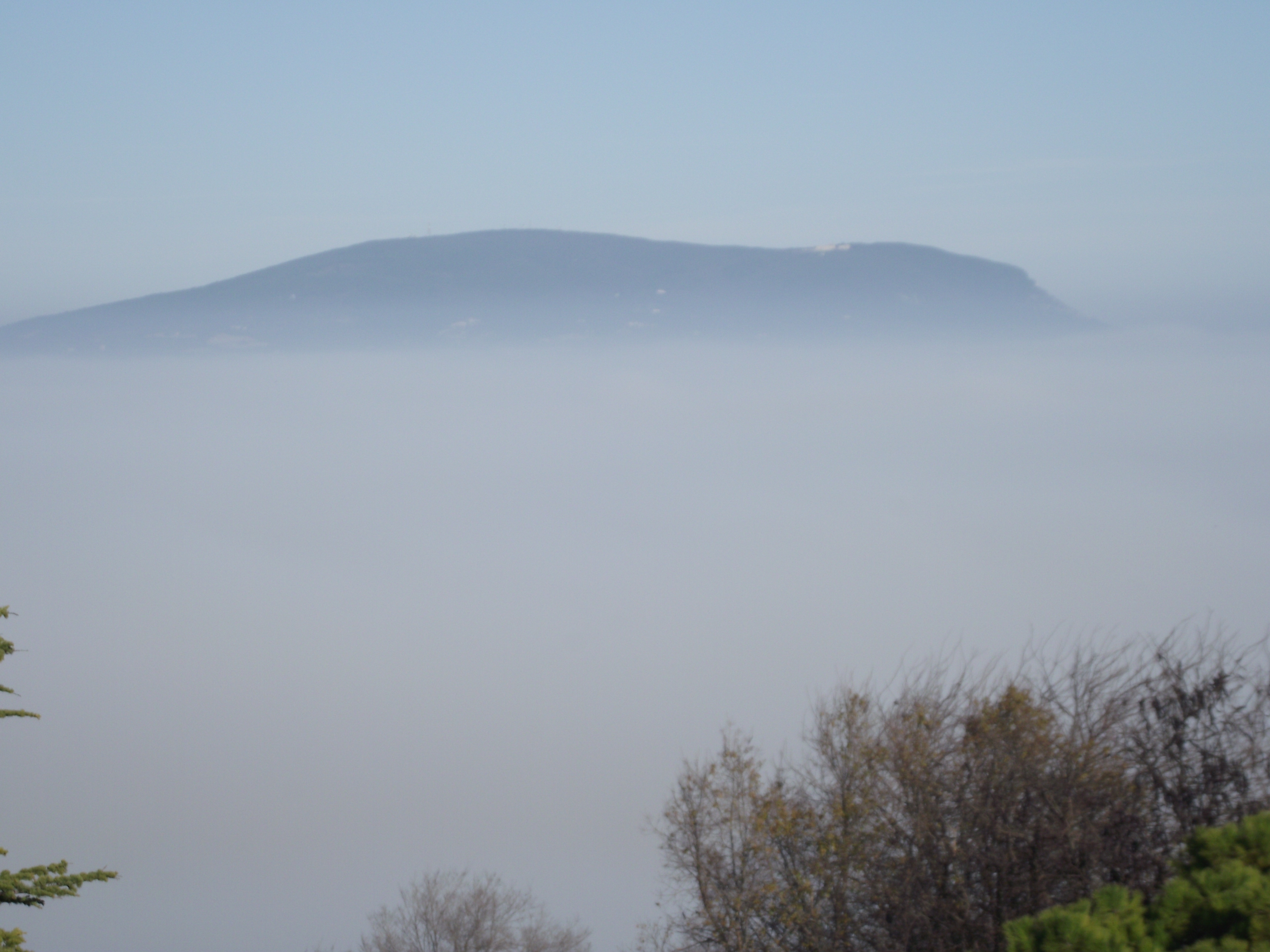
Il Conero visto da Loreto emergente dalla nebbia

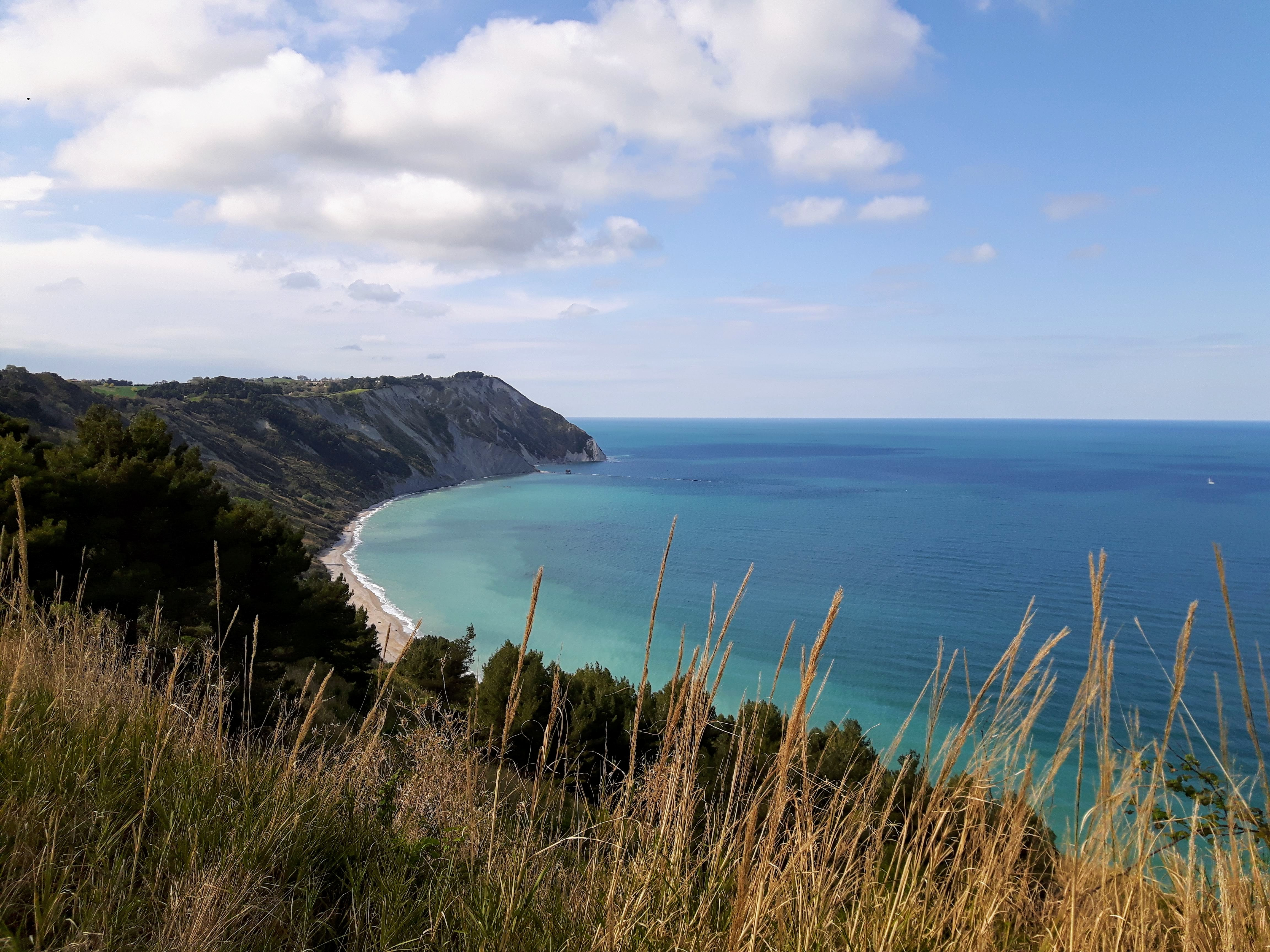
Mezzavalle e Monte dei Corvi dalla strada provinciale del Conero

Il Conero propriamente detto è la parte centrale di un promontorio che da esso prende nome e che ha questi punti estremi:
- a nord la città di Ancona, e in particolare il suo golfo e il Colle Guasco sul quale sorge il Duomo della città;
- a sud la città di Numana, e in particolare il colle del Pincio, sul quale sorgono i resti dell'antica torre rappresentata nello stemma civico;
- a ovest la linea che parte dal Golfo di Ancona e, passando per la Palombella, Posatora, il Pinocchio, Montedago, Passo Varano, Ponterosso, segue la via Cameranense toccando gli Angeli di Varano, Camerano, il Coppo e infine Numana;
- a est le rupi che, con l'unica interruzione di Portonovo, bordano tutto il promontorio da Ancona a Numana. Esse sono calcaree nella parte centrale e marnoso-arenacee a nord e a sud.

Il promontorio si estende su territori dei seguenti comuni: Ancona, Sirolo, Camerano, Numana.

#### Orografia
La parte centrale del promontorio, ossia il Conero propriamente detto, è la più elevata ed è ricoperta di boschi, per la maggior parte costituiti da macchia mediterranea. Questo nucleo centrale è circondato da varie colline; da nord a sud esse sono: Monte Zoia e il monte del Poggio alto, sui quali sorge il paese del Poggio, Monte Leone, sul quale si trova Massignano, e due rilievi boscosi caratterizzati dalle cime ricoperte da gariga: Monte Larciano e Monte Colombo. Allontanandosi ancor più dal Monte, il promontorio è caratterizzato da altre colline, tra le quali si ricordano quelle dei paesi di Montacuto e di Varano.
Anche lungo la costa la piega del Conero è accompagnata da vari rilievi, con il lato orientale formato da alte rupi a picco sul mare. A nord del massiccio centrale essi sono: il Colle Guasco, il Colle dei Cappuccini, Monte Cardeto, Monte Santa Margherita, Monte Altavilla, Monte Carlin, Monte della Nave, Monte dei Corvi. A sud del nucleo centrale del promontorio, invece, si trovano i due rilievi sui quali sorgono i paesi di Sirolo e di Numana.

#### Litorale
Il roccioso promontorio del Conero rompe l'omogeneità della linea costiera adriatica e assume perciò un alto valore naturalistico. Le spiagge del promontorio del Conero sono quelle tipiche della costa alta: raggiungibili da ripidi e panoramici sentieri (detti "stradelli"), sono separate le une dalle altre da tratti di costa in cui le rocce si immergono direttamente nel mare; inoltre è caratteristica la presenza di file di scogli bianchi in corrispondenza di ogni sporgenza rocciosa. La costa del promontorio prende il nome di Riviera del Conero.

#### Idrografia
Essendo lo spartiacque del promontorio vicinissimo al litorale, tutti i corsi d'acqua importanti si dirigono verso l'interno e verso ovest, contrariamente a quanto accade negli altri luoghi delle Marche. I più importanti corsi d'acqua del promontorio del Conero sono dunque il Boranico e il Betelico, due torrenti entrambi affluenti dell'Aspio; il primo nasce dal Monte dei Corvi, mentre il secondo nasce nel Conero propriamente detto, dalla zona dei Falciari. Si ricorda in particolare il Betelico, che solca profondamente il nucleo centrale del Monte che risulta così diviso in due cime: la minore, detta "di Pian Grande" e la maggiore, che è la cima vera e propria del Conero. Spostandosi verso sud, l'altro corso d'acqua che con la sua valle solca il nucleo del Monte è il fosso di San Lorenzo, che, dopo aver ricevuto l'apporto della fonte di Capo d'Acqua, assume il nome di Fosso dei Mulini e poi sfocia nei pressi della spiaggia di Numana bassa.
Il monte, nella sua parte più alta, è privo di sorgenti, che si trovano invece tutte intorno ad esso. Indagini geologiche hanno infatti rivelato che all'interno del Monte c'è un vasto serbatoio d'acqua, trattenuto da uno strato d'argilla. Da tale riserva attingono la sorgente del torrente Betelico (presso il Poggio), del Rio della Pecorara (presso Massignano) e la fonte di Capo d'Acqua (presso San Lorenzo di Sirolo), mentre il fosso di San Lorenzo fa da scolmatore per questa grande riserva. Tra le sorgenti, si deve ricordare anche l'antica fonte di Portonovo, che sgorgava alla base del Monte e che gettava le sue acque nel Lago Grande.
Due sono i laghi del Conero, entrambi situati nei pressi della costa di Portonovo: essi sono il Lago Grande e il Lago Profondo; nonostante la loro non ampia superficie, sono importanti dal punto di vista naturalistico, costituendo esempi di laghi costieri ormai rari in Adriatico. Il Lago Profondo ha un immissario: il fosso Ciriesia, che nasce nei pressi di Pian Grande.

## Storia e antropizzazione
Il versante occidentale del Conero è un tutt'altro che impervio e ostile. In quest'area, il rapporto dell'uomo e le sue risorse è stato infatti sin dall'inizio molto stretto. In particolare, in tutta l'area del promontorio risultano essere stati sempre abitati i centri di Ancona e Numana, in quanto unici porti naturali e affacci sull'Adriatico.

### Preistoria e Protostoria

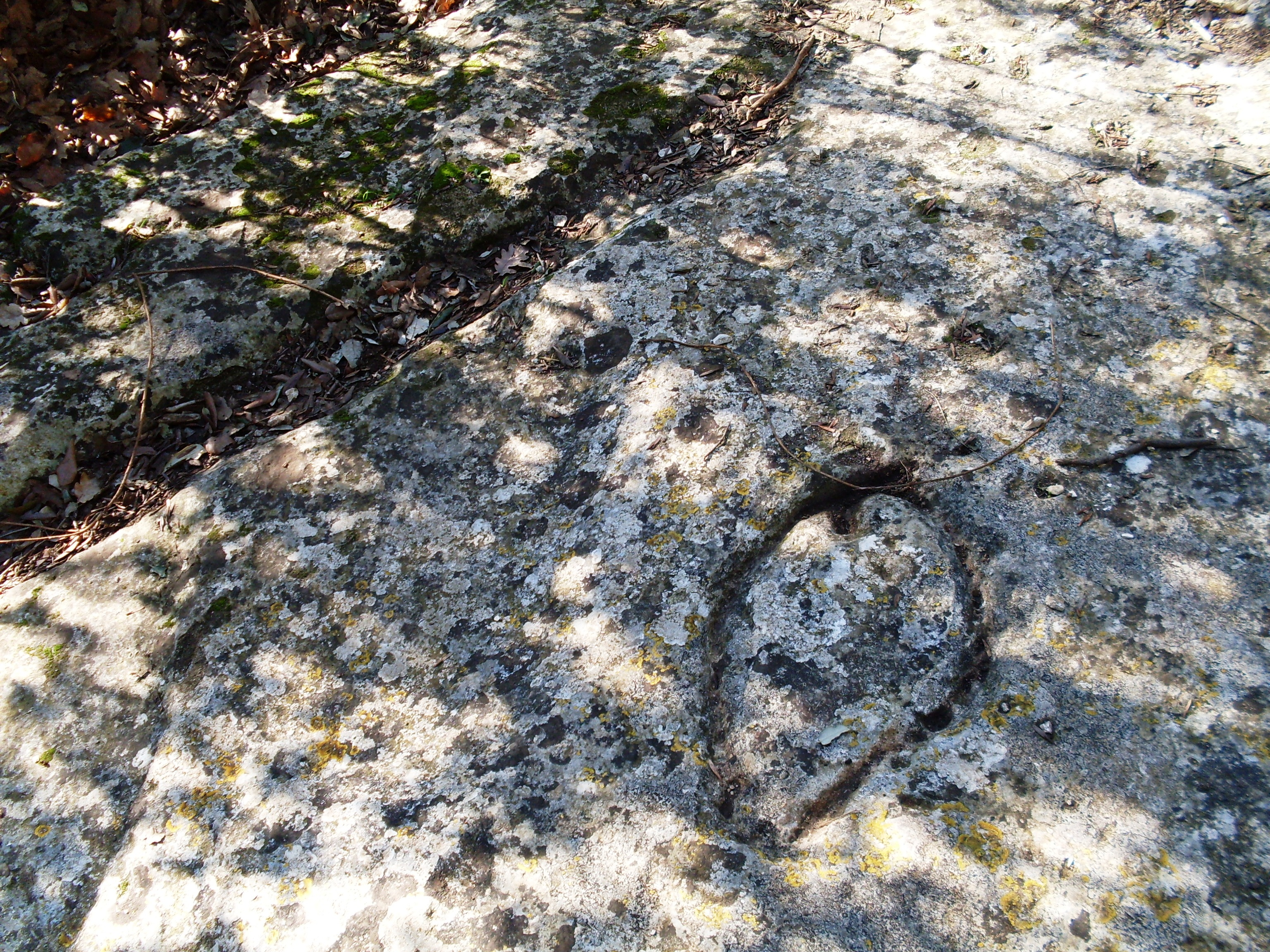
Particolare delle incisioni rupestri

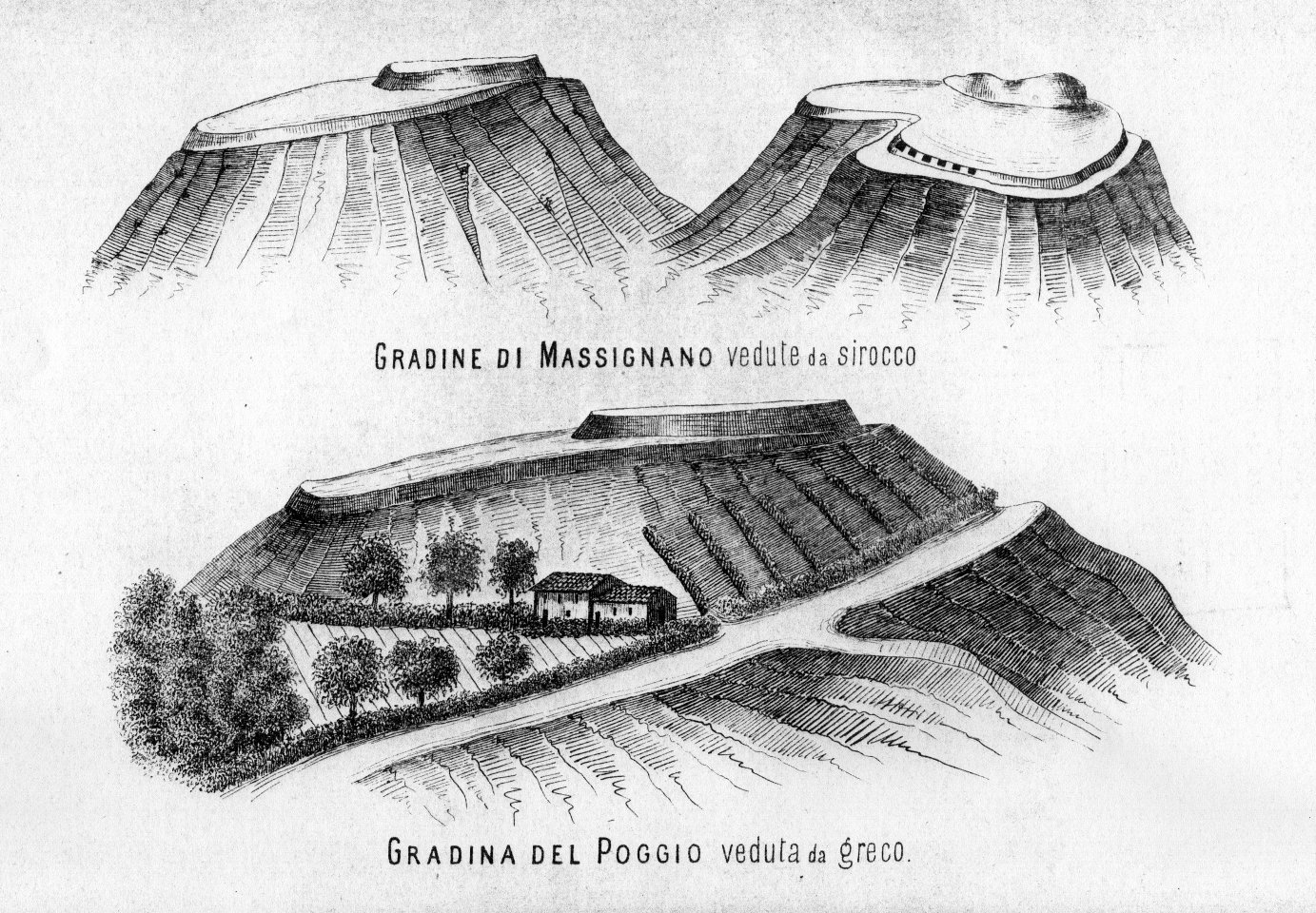
Gradine illustrate da G. Bevilacqua in Della ricerca di stazioni umane preistoriche nel suolo anconitano, Ancona, 1874

Le prime testimonianze archeologiche della vita dell'uomo al Cònero risalgono a circa 300.000 anni fa (Paleolitico inferiore) e costituiscono le più antiche delle Marche. Si tratta di manufatti in selce: chopper, chopping tool, bifacciali (amigdale) e altri artefatti su scheggia di cultura acheuleana ritrovati nella zona sommitale del Monte. La segnalazione di questo giacimento paleolitico è stata segnalata nel 1963 da un soldato di leva della vicina base militare, durante i lavori di costruzione di un'antenna della RAI.
A breve distanza dal giacimento paleolitico, delle incisioni rupestri testimoniano che l'uomo ha frequentato il Conero anche nell'Età del bronzo. Si tratta di coppelle e canali incisi su una lastra di pietra affiorante nel bosco, sempre nell'area della vetta, e raggiungibile tramite una variante della Traversata del Conero. Parte di questi disegni, scoperti nel 1971, sono tuttora coperti dalla terra e dal bosco. Alcune parti, ai limiti dell'area scoperta, sembrano di epoche più recenti.
La funzione di queste incisioni non è chiara. Fra le ipotesi, è possibile che siano ricollegabili a culti in cui il sangue di animali sacrificali dovesse scorrere in quelle canalette a scopi di vaticinio, o che rappresentino i corsi d'acqua del Monte. Si rilevano tratti similari con alcune incisioni rinvenute in Valcamonica e Valtellina.
In epoca protostorica alle pendici del Conero hanno vissuto le popolazioni che hanno costruito le gradine. Si tratta di aree pianeggianti create in cima a delle colline di cui una parte è, in genere, più alta del resto. Si ipotizza che il livello superiore potesse essere sacro, oppure quello inferiore usato come recinto per gli animali. In questi insediamenti, diffusi anche verso Ancona, si sono rinvenuti reperti neolitici ma anche di altri periodi, ad esempio inumazioni, urne cinerarie, e ceramiche con decorazioni simili a quelle di parti più meridionali della costa (come la Puglia). È interessante notare che il nome di queste strutture deriva dallo slavo grad (luogo fortificato) e, anche se non è noto il periodo d'introduzione del termine, si evidenzia un possibile legame con le popolazioni dell'altra costa adriatica.
Nel IX secolo a.C. la zona è gradualmente passata dall'Età del bronzo all'Età del ferro e alla civiltà picena, che aveva in Numana e in Ancona importanti centri, in particolare fra il VI e il IV secolo a.C.

### Cave romane e moderne

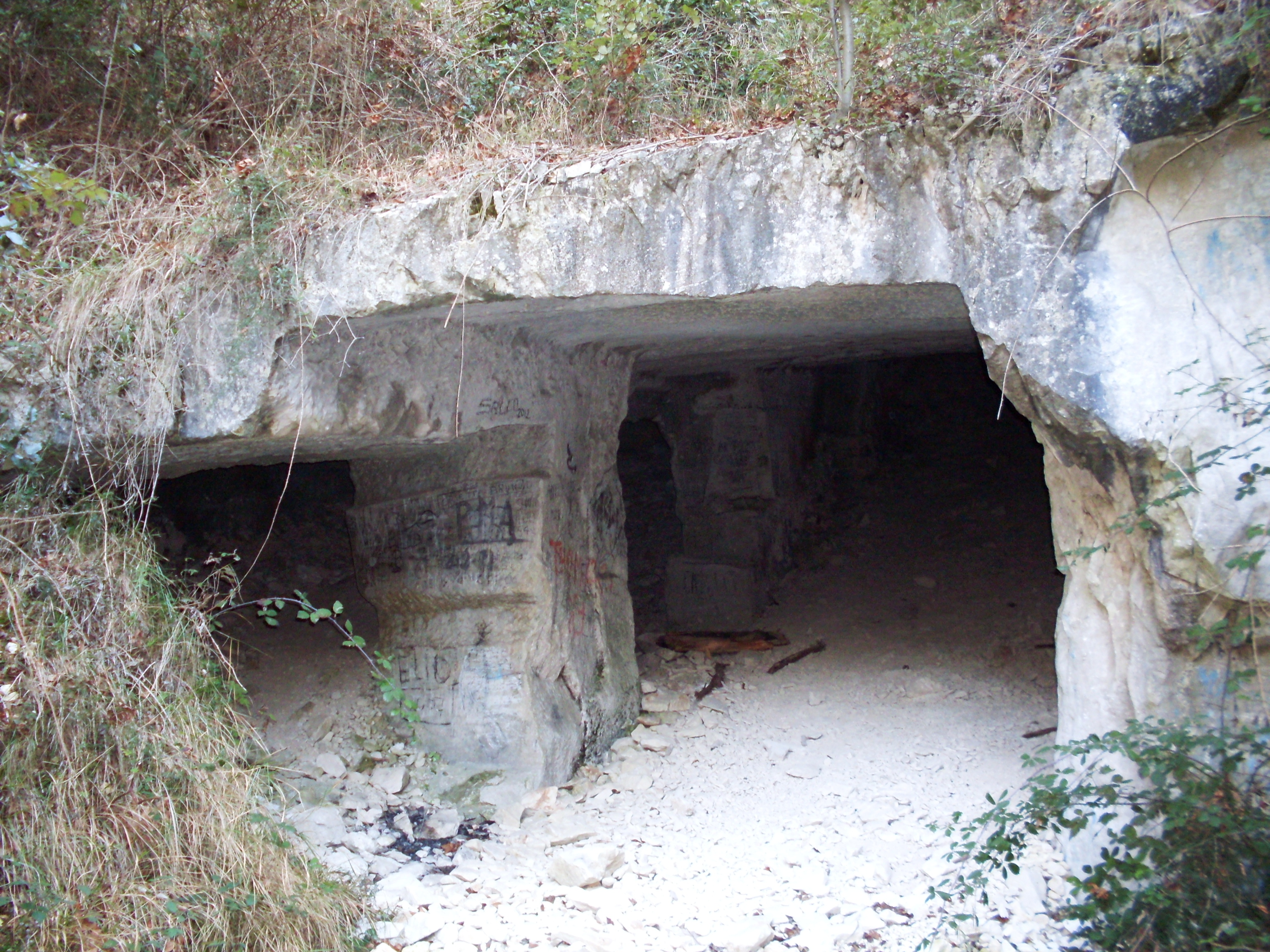
Ingresso delle grotte romane

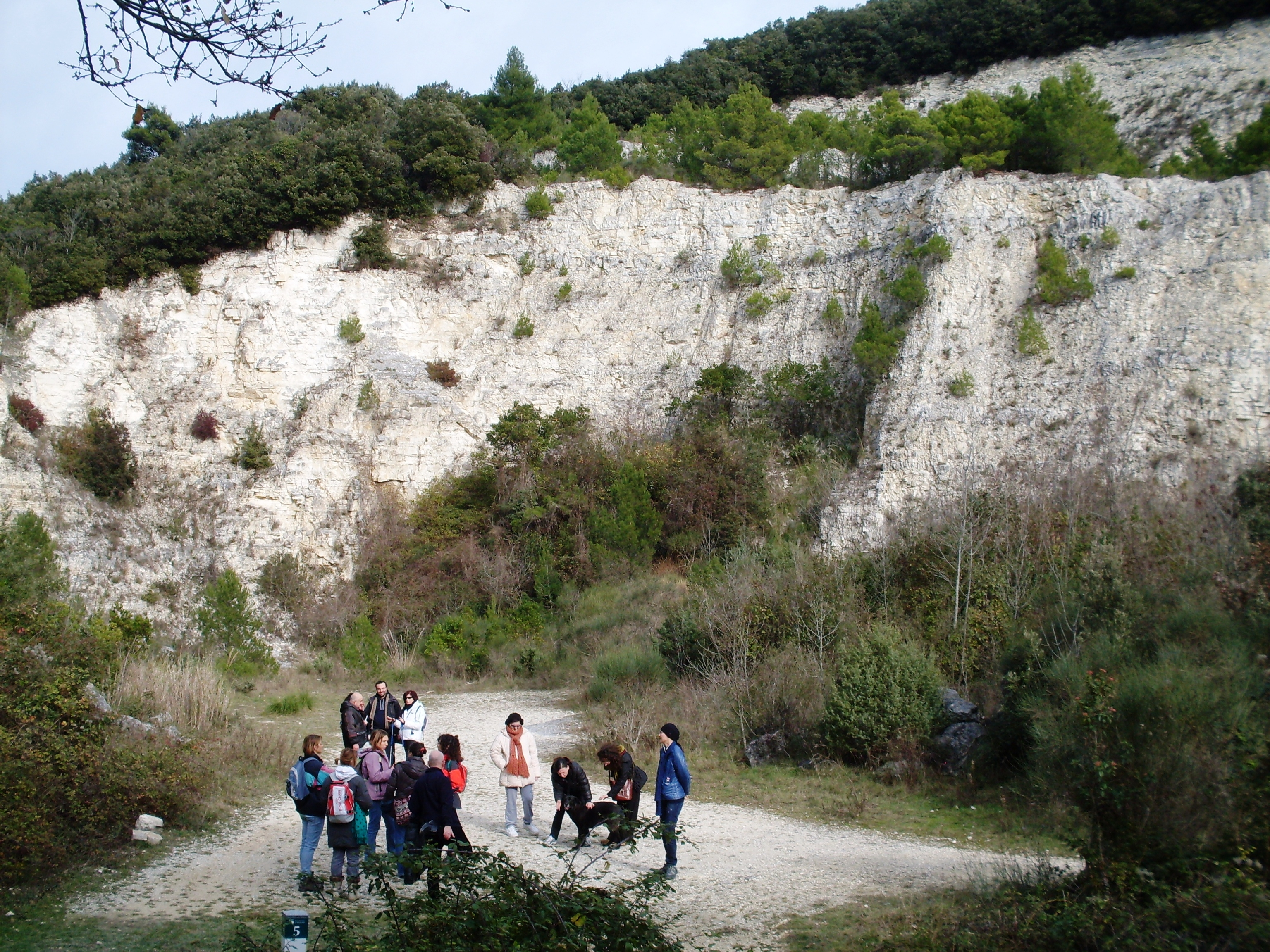
Turisti presso una delle cave di Fonte d'Olio

Anche Roma antica ha lasciato evidenti tracce con la cava di pietra detta grotte romane. La cava entra nella montagna e procede in salita, per seguire la vena di pietra migliore, una calcarenite, detta in dialetto locale "travertino", avendo un uso simile a questo, anche se un'origine geologica del tutto diversa. Se molte delle scritte che si rinvengono all'interno sono recenti, alcune sono realizzate con il minio e sono considerate di epoca imperiale romana e probabilmente indicano il destinatario dei blocchi di pietra; esistono anche iscrizioni lasciate da partigiani che vi si rifugiavano nella Seconda guerra mondiale. Detriti ceramici rinvenuti all'interno dimostrerebbero anche che tale cava è precedente alla seconda metà del primo secolo a.C., e vi si riconoscono tre tecniche di scavo, corrispondenti a periodi diversi, di cui una molto antica.
Il Conero è stato quindi sfruttato sin dai tempi antichi per la propria pietra calcarea rosa e soprattutto bianca, essendone l'unica fonte nella zona, ad esempio per la costruzione delle fondazioni dell'arco di Traiano, dell'anfiteatro romano e del Duomo di Ancona. La cava romana sotterranea infatti non è l'unica presente sul monte, anzi, le più evidenti, a cielo aperto, sono le più recenti come quella di Massignano, del Poggio e quelle attraversabili percorrendo lo Stradone di San Lorenzo.
Nel 1974 il pretore di Ancona ordinò la chiusura e proibizione di ogni attività di estrazione, per motivi di rispetto paesaggistico ed ambientale. Non essendo state oggetto di azioni mirate di rinaturalizzazione, esse si mostrano tuttora come ferite, anno dopo anno sempre più avvolte dal manto verde del bosco; oggi offrono interessanti occasioni per osservare particolarità geologiche.

### Acquedotto romano
Tornando alla storia antica, altre tracce della presenza dei romani sono date dal nome di Massignano, probabilmente derivante da fundus maximianus, e si ipotizza che al Poggio ci fosse già ai primi tempi una villa rustica. Esiste inoltre un acquedotto romano sotterraneo, occluso in diversi tratti, che partendo da Capo d'acqua (caput aquae) raggiunge Numana in un verso e dall'altro va in direzione di Ancona, passando per il Buco del Diavolo. Quest'ultimo è un accesso laterale in un fosso fra il Poggio e Camerano, lasciato aperto probabilmente per facilitare la manutenzione, come altri rinvenuti nelle vicinanze.

### Insediamenti religiosi

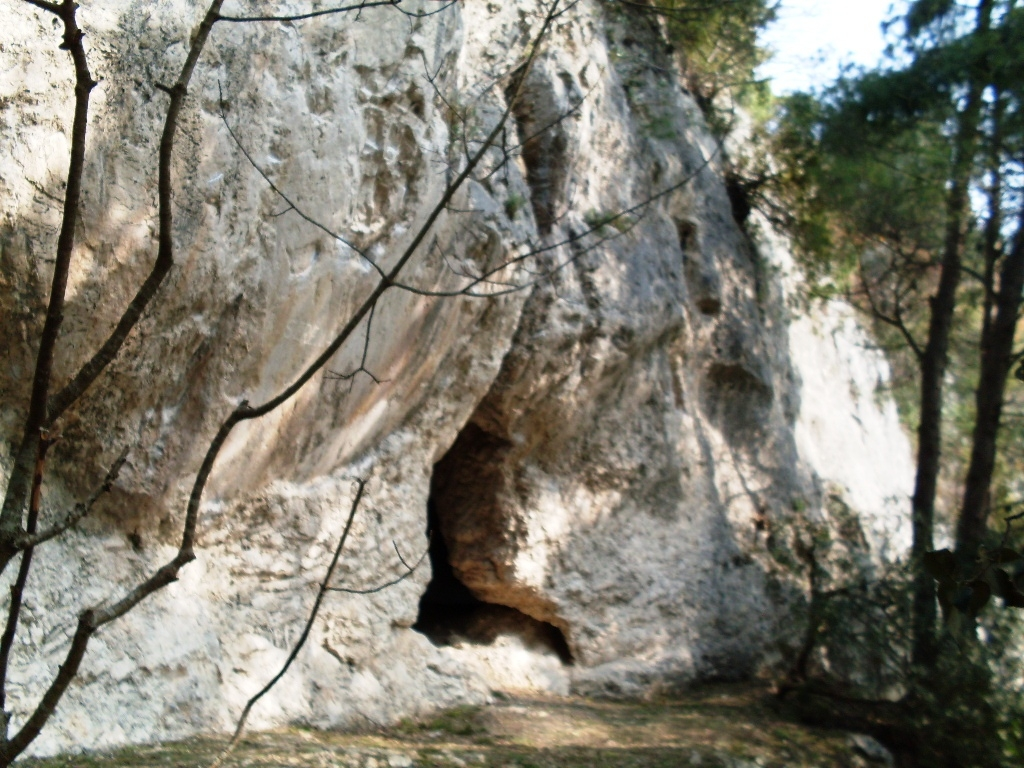
La grotta del Mortarolo

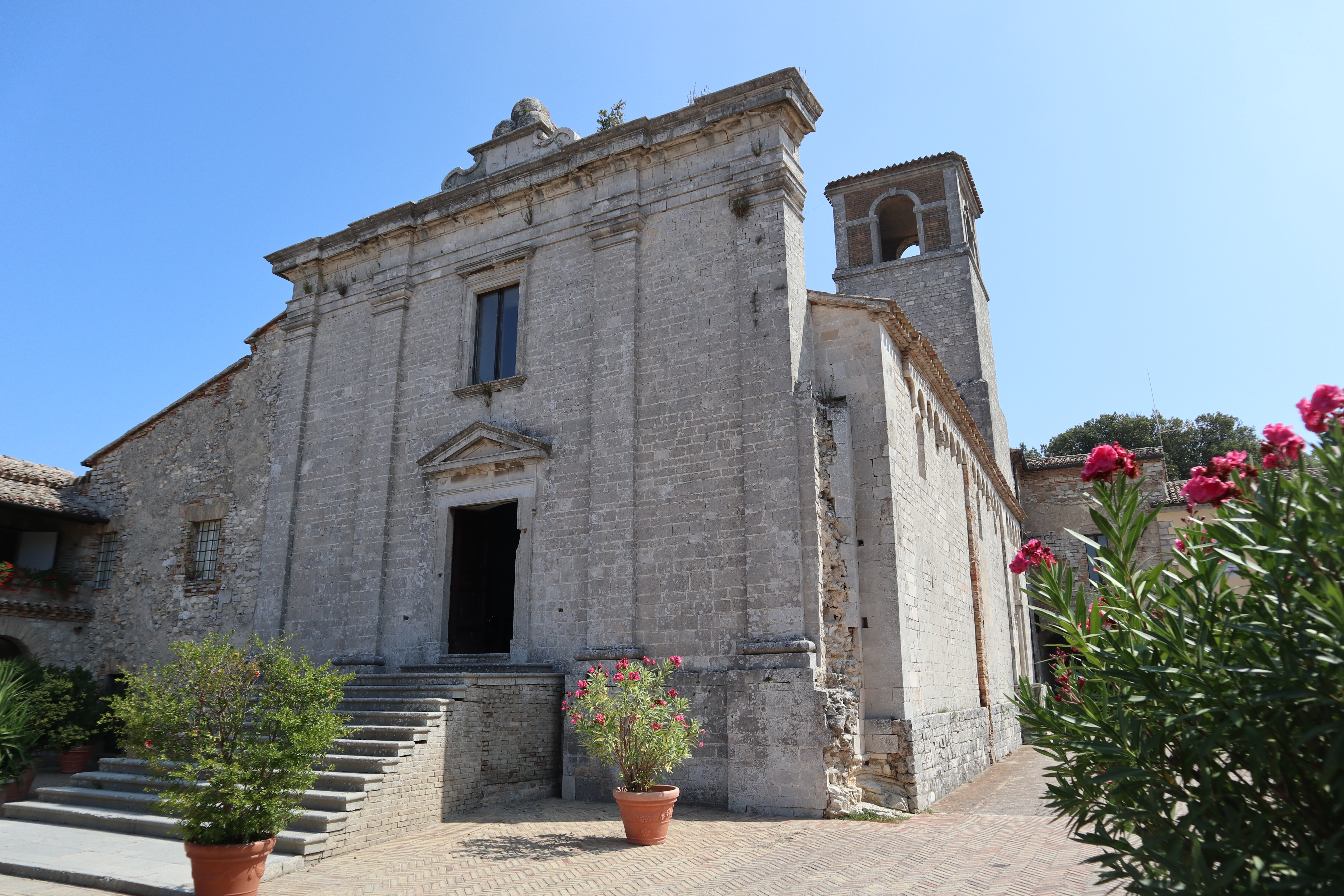
La Badia di San Pietro al Conero.

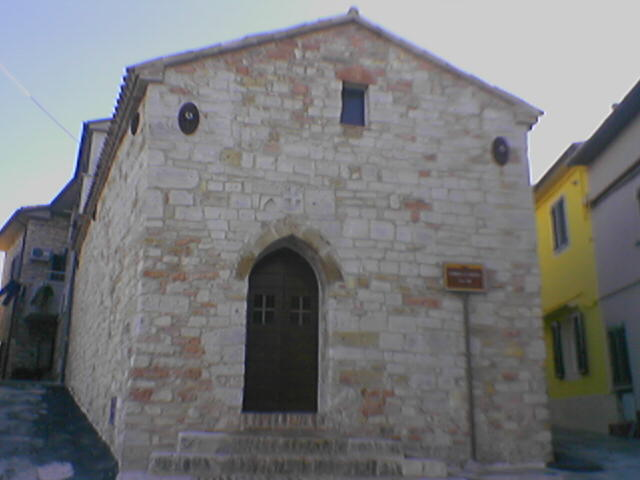
Santa Lucia al Poggio

Il Conero è stato abitato da eremiti anche prima dell'anno mille. Si ipotizza che i più antichi romitori siano dell'800, ed è possibile che già prima fossero dedicati a culti pagani. Uno è la grotta del Mortarolo, che si trova lungo una variante dell'itinerario 1 sul versante sud orientale del monte. Un altro è la grotta di San Benedetto, affacciato sul mare a circa 300 metri d'altezza, sotto la chiesa di San Pietro; essendo in area di riserva integrale non è visitabile senza autorizzazione specifica dell'ente Parco. Nei suoi pressi c'è una roccia sporgente dal monte detta pietra dell'Abate, di difficile accesso e affacciata sul mare, su cui si suppone si ritirasse a meditare il monaco. Si tratta di grotte più o meno naturali in cui sono scavati nicchie, altari o sedili, e sulle cui pareti è incisa una croce.
Un'altra grotta, detta dell'Eremita, è individuabile nei pressi delle cave lungo lo stradone di San Lorenzo.
Si sa che la chiesa di San Pietro che si trova presso la cima esisteva già prima del 1038, in quanto in tale data fu donata all'abate benedettino Guimezzone insieme al terreno circostante, vigne, sementi ed anche la grotta di San Benedetto. Inoltre, già nel 1034 era stata donata l'area della chiesa di Santa Maria di Portonovo a un altro benedettino, Pietro Grimaldi.
I monaci edificarono molto sul monte e al suo cospetto: la chiesetta di Portonovo aveva accanto un'abbazia che fu poi abbandonata nel 1320, perché esposta alle frane del monte e alla pirateria; il monastero annesso a San Pietro e la stessa chiesa furono ampliati e restaurati; l'abbazia di San Benedetto, che era presso l'omonima grotta ma di cui non restano che pochi ruderi e un pozzo asciutto. La presenza dei benedettini durò fino al XV secolo, quando preferirono trasferirsi ad Ancona per la scomodità e pericolosità che quei luoghi avrebbero assunto per loro.
Infatti nel 1515, forse perché poco produttivi, fu deciso che dovessero occupare solo la più bassa abbazia di San Benedetto, mentre San Pietro sarebbe stata gestita da monaci gonzagìti. Questi ultimi furono pessimi vicini, che per questioni di confini arrivarono persino a far rotolare grandi massi sull'abbazia sottostante. Nel 1521 l'ultimo benedettino abbandonò in favore dei camaldolesi, ma le cose non migliorarono. Questa piccola guerra ebbe termine probabilmente solo con l'incendio che investì il monastero dei gonzagiti nel 1539, che li costrinse o convinse ad abbandonare il luogo. Solo nel 1561, dopo un breve soggiorno di una congrega di romualdini, i camaldolesi presero a soggiornare presso la chiesa di San Pietro. Tale permanenza, attraverso anche le turbolenze del periodo napoleonico, continuò fino al 1864.

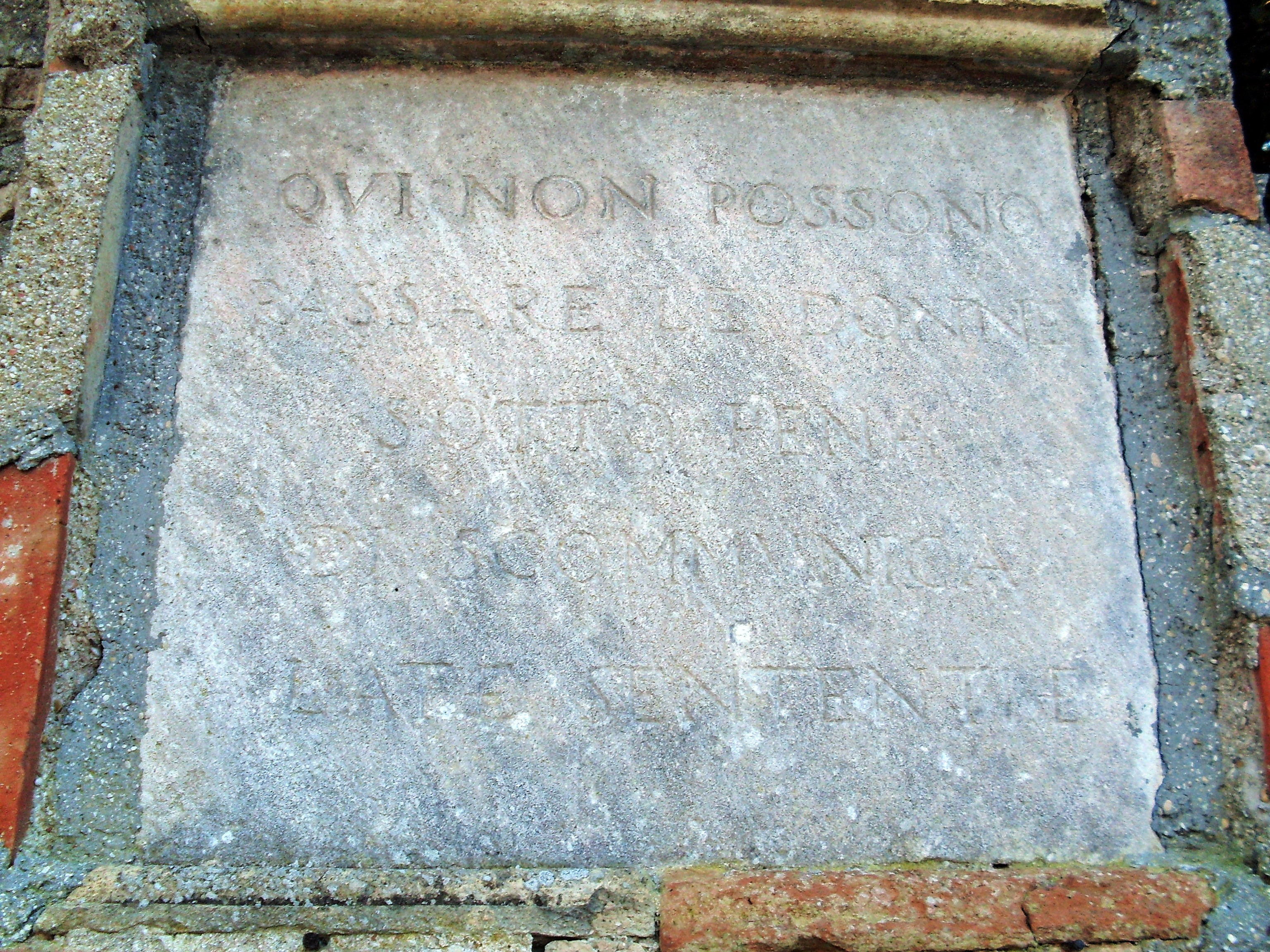
Antica scritta che avvisa della clausura: "Qui non possono passare le donne sotto pena di scommunica - latae sententiae".

Un ricordo della vita monastica che si svolgeva sul monte è dato da una targa in pietra, affissa presso l'ingresso all'area di San Pietro, che ammonisce le donne dall'entrare, pena la scomunica immediata latae sententiae. Ora l'edificio del convento è un albergo.
Nel Medioevo, i centri del Poggio (Ancona) e di Massignano erano castelli di Ancona; la chiesa di Santa Lucia al Poggio (Ancona) risale a questo periodo.

### Età Contemporanea
Sono individuabili in varie zone, soprattutto sul lato di Sirolo, delle antiche fornaci da calce, e nelle aree boscate dietro Portonovo (in zona di riserva integrale) sono riconoscibili le tipiche spianate delle carbonaie. Oltre allo sfruttamento della pietra e della legna c'è stato anche quello del suolo, che aveva condotto, agli inizi del '900, a disboscare praticamente tutto il versante occidentale (quello praticabile) per fini agricoli e pastorali. Sono tuttora presenti i ruderi di alcuni casolari che ricordano questi tempi non troppo lontani nell'ottica della millenaria storia del Cònero. L'assenza di alberi causava continue frane quando, negli anni trenta, si decise per un'opera di rimboschimento che durò fino agli anni '70, con gran diffusione del pino d'Aleppo e la riappropriazione graduale del bosco da parte del leccio.
Attualmente il Conero, oltre ad essere il cuore di un parco naturale, è sede di vari impianti di telecomunicazioni (tra cui della Rai), di diverse strutture ricettive e di ristoro, comodamente raggiungibili sull'unica strada asfaltata che sale in direzione della cima. Il convento di San Pietro è adibito ad albergo.

### Proposta di inserimento tra i Patrimoni dell'Umanità UNESCO
Nel 2018 la regione Marche ha aperto la pratica per il riconoscimento della Riviera del Conero come patrimonio dell'umanità, accogliendo la proposta lanciata inizialmente da dall'associazione "Le Cento Città". Ogni qual volta che per un sito si apre una pratica di inserimento alla lista UNESCO dei patrimoni dell'umanità, è necessario che esso debba essere considerato di "eccezionale valore universale" e soddisfare almeno uno di dieci criteri. Nel caso della Riviera del Conero essi sono:
- "essere un esempio eminente dell'interazione umana con l'ambiente" (V criterio)
- "rappresentare dei fenomeni naturali o atmosfere di una bellezza naturale e di una importanza estetica eccezionale" (VII criterio)
- "contenere gli habitat naturali più rappresentativi e più importanti per la conservazione delle biodiversità, compresi gli spazi minacciati aventi un particolare valore universale eccezionale dal punto di vista della scienza e della conservazione" (X criterio).

Nel 2020, in occasione del forum delle città dello Ionio e dell’Adriatico, la proposta del Conero patrimonio dell'umanità è stata rilanciata ed ampliata: oltre al promontorio marchigiano, sono state proposte anche le isole Tremiti, l'Arcipelago dalmata, la Costa dei trabocchi e la spiaggia di Zunije in Montenegro.

## Geologia

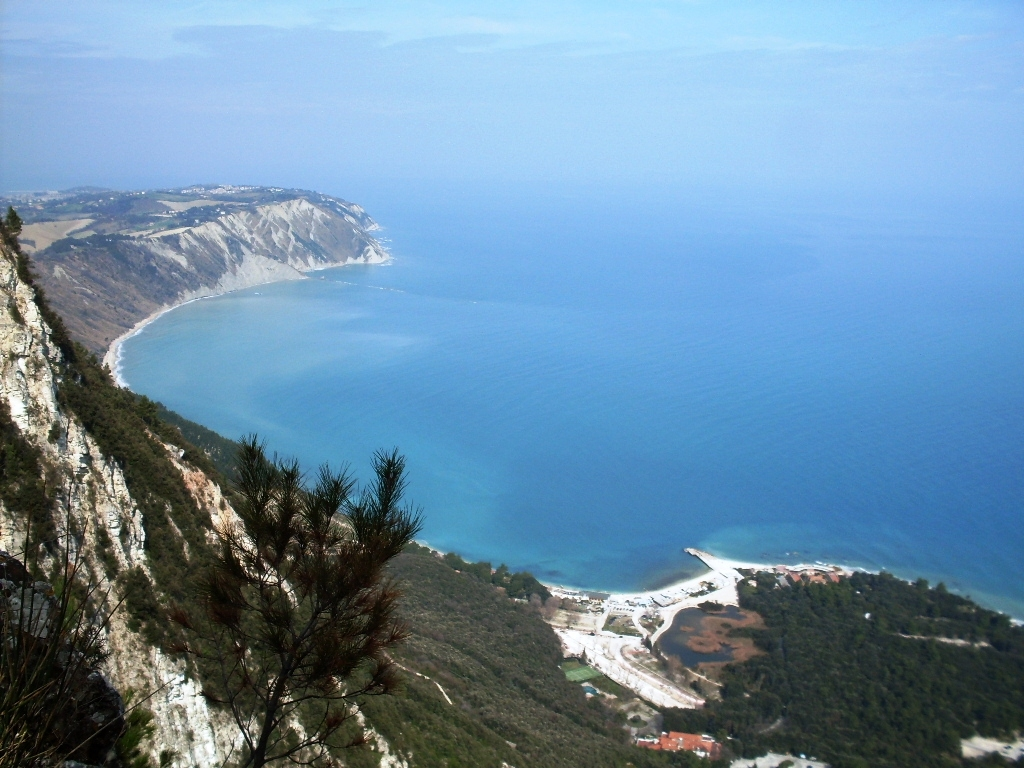
Nella foto si può intuire l'origine della colossale paleofrana che ha generato Portonovo.
Sullo sfondo, il monte dei Corvi e lo scoglio del Trave, che per quasi mezzo chilometro si allunga nel mare.

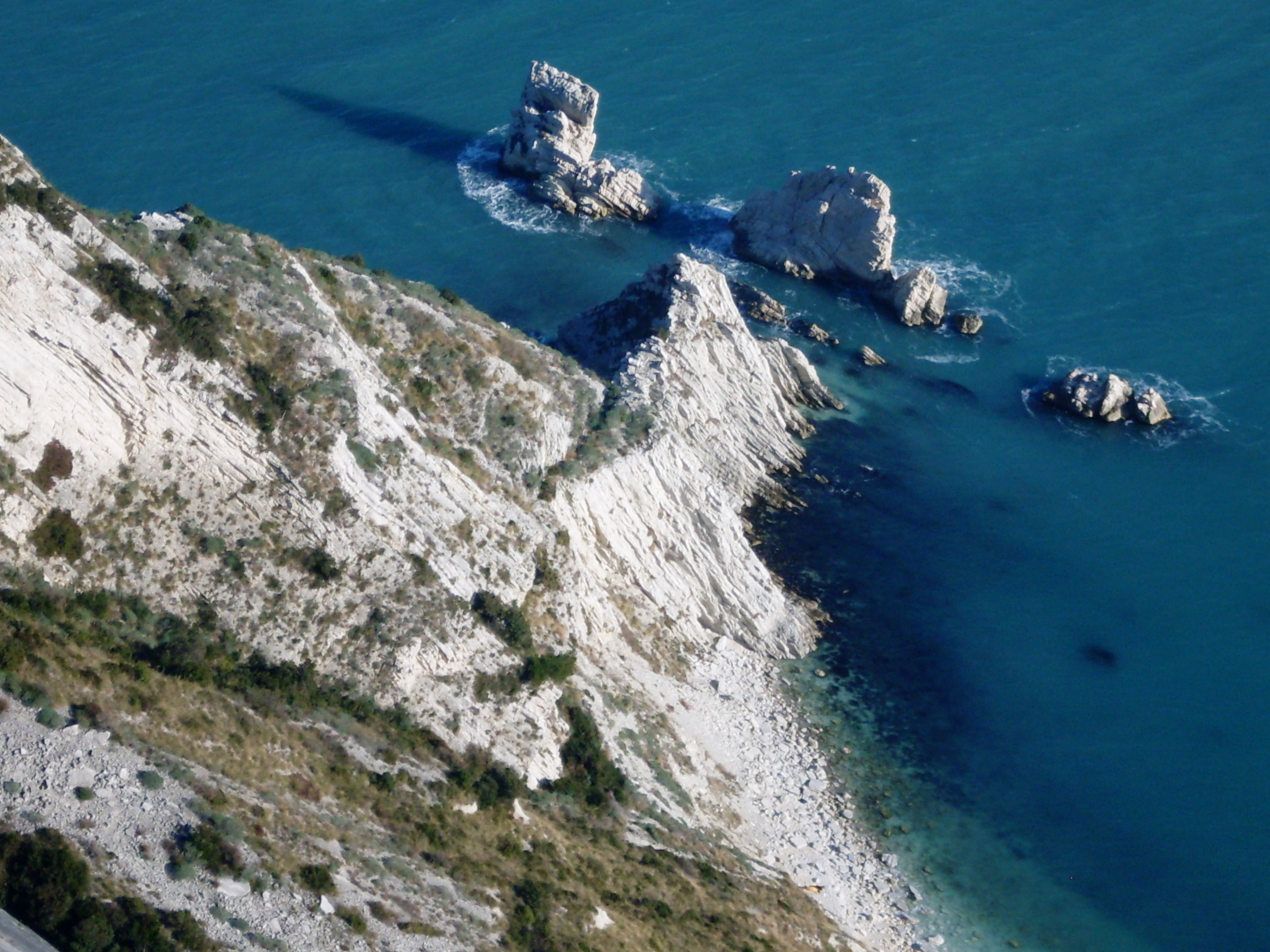
Scogli delle Due Sorelle

Già dal Miocene il Monte era un avamposto dell'Appennino. Dal punto di vista geologico il Monte d'Ancona è infatti una piega dell'Appennino umbro-marchigiano, e precisamente quella che si spinge di più verso oriente, fino, appunto, a toccare il mare.
La sua forma a cupola è data dall'essere una anticlinale a vergenza appenninica, ossia con la pendenza dei suoi strati rocciosi più dolce verso l'interno e più aspra verso il mare, in cui, anzi, gli strati sono quasi verticali, in alcuni tratti. Da Ancona a Portonovo la roccia è marna calcarea o argillosa, da Portonovo a Sirolo è costituita da calcare puro, per poi tornare a essere marna da Sirolo a Numana.
La zona pianeggiante del Pantano (presso le antenne RAI, nella zona sommitale) è stata originata da fenomeni carsici.
Dal punto di vista geologico, il Conero è interessante grazie alla presenza di vasti affioramenti rocciosi, sia naturali, come le rupi marine, sia artificiali, come le numerose cave, da decenni tutte inattive. Ciò premette di osservare rocce che, con il loro aspetto e i loro fossili, testimoniano circa 130 milioni di storia geologica del pianeta. Inoltre sono visibili particolari stratotipi, alcuni dei quali scelti dalla comunità scientifica internazionale come punti di riferimento mondiali per particolari limiti tra periodi geologici, ossia come GSSP (sezioni stratigrafiche globali); la concentrazione nella stessa area di due GSSP già formalizzati e di uno in corso di definizione non ha uguali in Italia. I limiti geologici più interessanti del Conero sono:
- il limite Eocene-Oligocene, GSSP visibile nella cava di Massignano ove è illustrato da pannelli esplicativi[30];
- il limite K-T fra Cretacico e Terziario, visibile in una delle cave di Fonte d'Olio, lungo lo stradone di San Lorenzo (ove sono presenti pannelli esplicativi), e nella cava delle Fornaci del Poggio.

Considerando tutto il promontorio del Conero, sono da segnalare altri punti d'osservazione di interesse stratigrafico: 
- il limite Serravalliano-Tortoniano, al monte dei Corvi, anch'esso un GSSP, visibile in lontananza anche dal belvedere del bivio di Portonovo, ove sono presenti pannelli esplicativi[31];
- il limite Burdigaliano-Langhiano, nelle rupi della Vedova, che è un GSSP in corso di formalizzazione[32].

Le rocce del Conero appartengono tutte alla Successione Umbro-Marchigiana; la formazione più antica affiorante è la Maiolica, del Cretacico inferiore (circa 130 milioni di anni fa), che affiora sul sentiero delle Due Sorelle e che è osservabile dal Passo del Lupo. Le altre formazioni presenti al Monte sono:
- le Marne a fucoidi, nelle rupi visibili dal sentiero delle Due Sorelle (al "Pirolo") e nella zona settentrionale della spiaggia omonima[33];
- la Scaglia Bianca, anch'essa visibile nella zona delle Due Sorelle e caratterizzata da una notevole lacuna stratigrafica[33];
- la Scaglia rossa, visibile nelle varie cave del Poggio e in quelle di Fonte d'Olio;
- la Scaglia variegata, visibile alla cava di Massignano[34];
- la Scaglia cinerea, anch'essa visibile alla cava di Massignano[34].

Considerando l'intero promontorio, sono visibili le seguenti altre formazioni:
- il Bisciaro, sulla strada provinciale del Conero, nei pressi della variante del Poggio;
- lo Schlier, sulle rupi di tutta la costa alta che dal Passetto giunge al Monte dei Corvi[35];
- la Formazione gessoso-solfifera, sulla spiaggia di Mezzavalle e nelle varie cave di gesso abbandonate di Pietralacroce e di Camerano[35];
- la Formazione a colombacci, visibile al Monte dei Corvi[35];
- l'Orizzonte del Trave, che forma il caratteristico scoglio omonimo, che si spinge nel mare per centinaia di metri[35].

## Flora e fauna

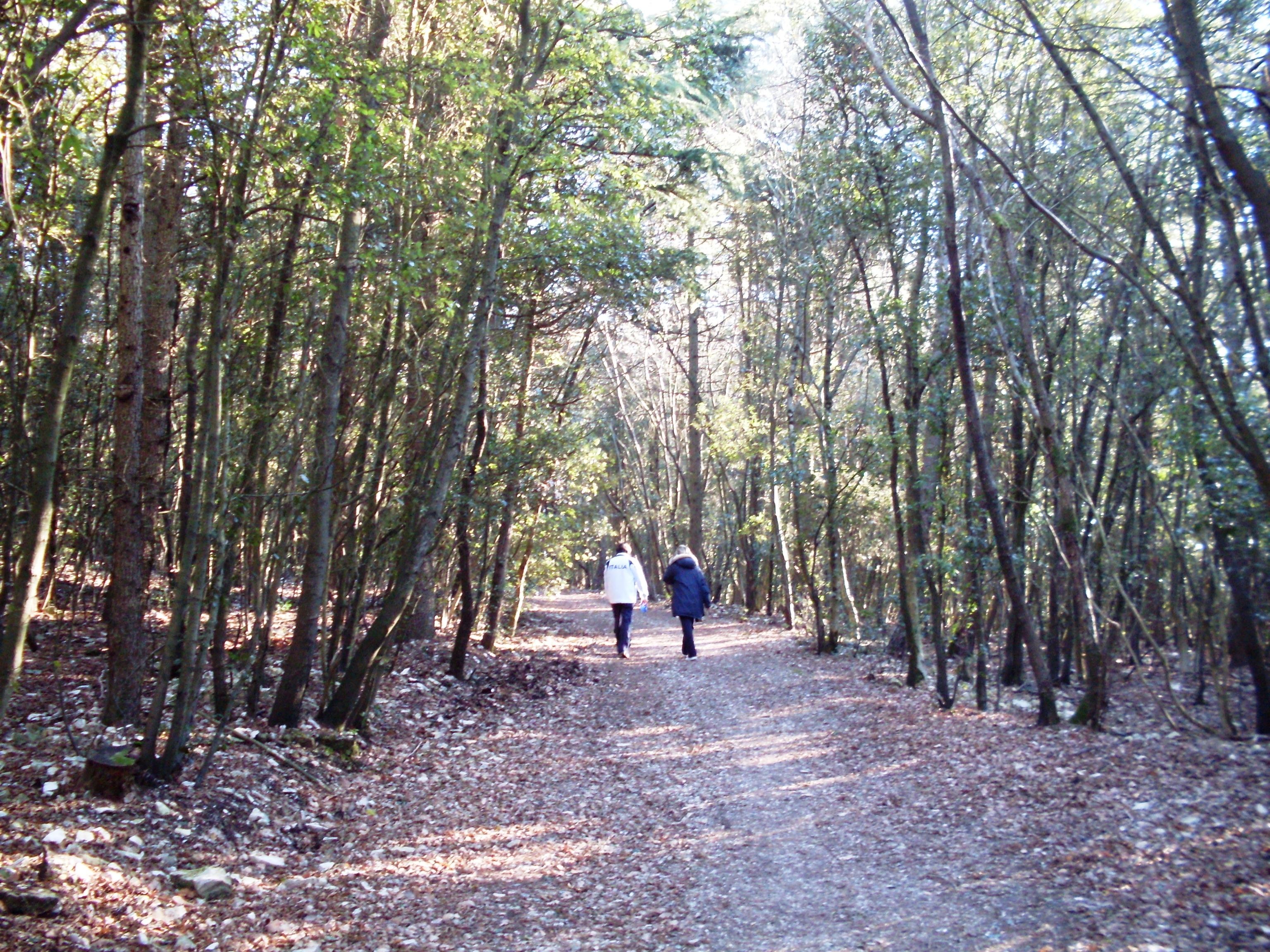
I rimboschimenti del monte

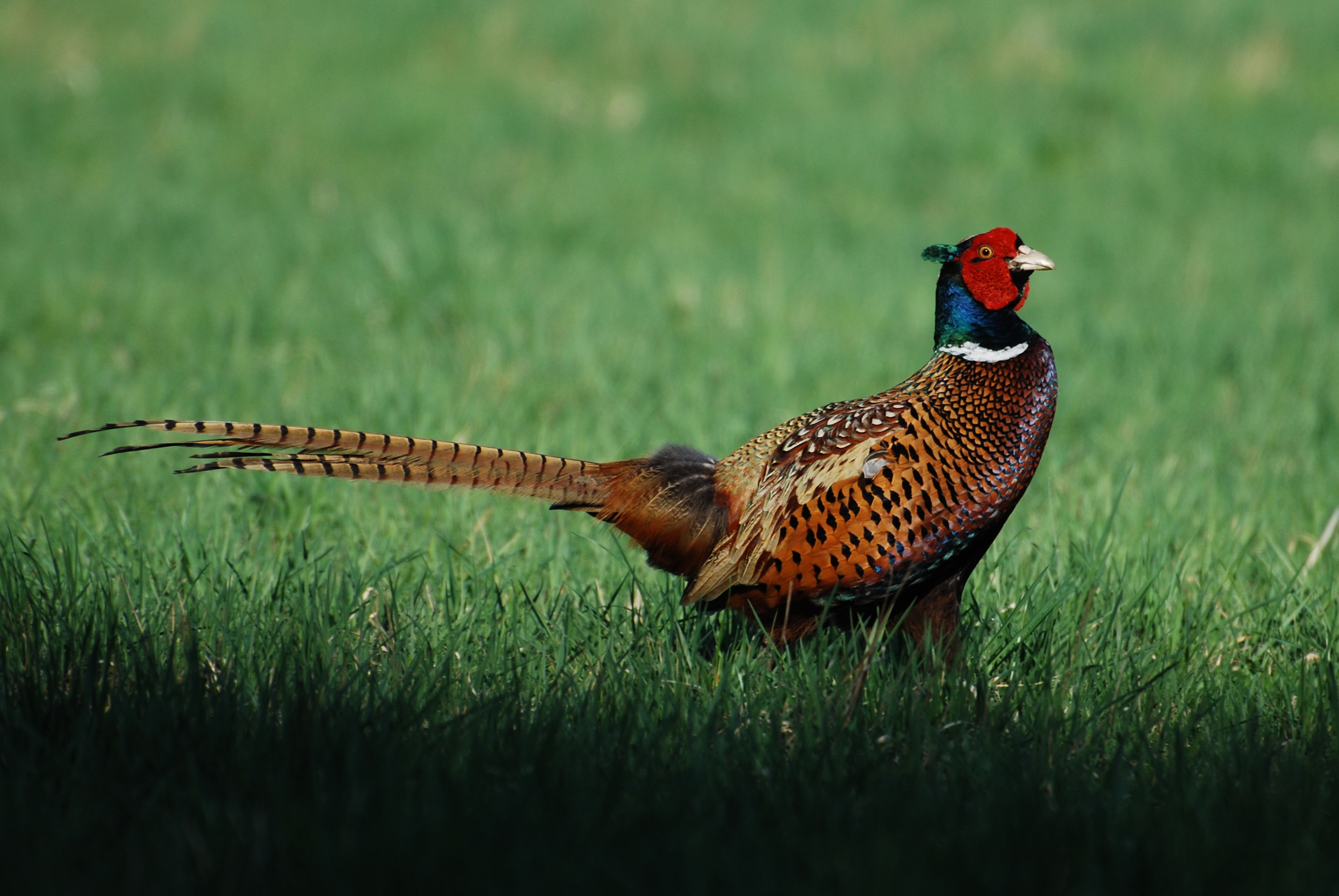
Fagiano.

Flora e fauna del monte Conero sono prevalentemente quelle tipiche della macchia mediterranea. Per la flora, i più diffusi sono:
- il corbezzolo,
- il leccio,
- il pino d'Aleppo,
- lo stracciabraghe,
- la ginestra.

Alcuni rappresentanti della fauna sono invece:
- il falco pellegrino,
- il tasso,
- lo scoiattolo,
- la faina,
- la volpe,
- l'istrice,
- il lupo,
- il cinghiale.

Il lupo e l'istrice sono tornati di recente a ripopolare spontaneamente le aree del Monte, mentre non è chiara l'origine della recente introduzione del cinghiale.
Secondo la Lipu il monte Conero rientra fra i migliori 10 luoghi in Italia per il birdwatching.

## Escursionismo
La rete dei sentieri del Monte e del suo promontorio è ricchissima. Si devono distinguere tre tipi di itinerari escursionistici: diciotto itinerari sono stati segnalati dall'Ente Parco con una numerazione che va dal 301 al 318 e sono detti "sentieri ufficiali"; ci sono poi i percorsi di interesse pubblico, non segnalati, ma spesso di grande interesse; infine ci sono i sentieri che percorrono la "zona di riserva integrale", percorribili solo previa autorizzazione, concessa dall'Ente Parco.
Itinerari ufficiali
Non necessariamente essi passano su sentieri, ma anche su strade campestri o, per brevi tratti, su strade asfaltate. Tra essi ce ne sono alcuni che interessano il Monte Cònero propriamente detto, altri che invece attraversano zone del suo promontorio. 
- Itinerari che interessano il Monte:
  - 301. Traversata del Cònero
  - 301/a variante del Belvedere Nord
  - 302. Sentiero delle Due Sorelle (pur attraversando la zona di riserva integrale, il transito è consentito[40]).
  - 305. Stradone di San Lorenzo
  - 306. Stradone di Sant'Andrea
  - 307. Anello della Cava Nascosta e delle Grotte Romane
  - 308. Sentiero dei Gigli
  - 309. Anello di Portonovo
  - 315. Anello del Rio della Pecorara
  - 316. Percorso del Betelico
  - 317. Percorso del Boranico
  - 318. Anello della Gradina
- Itinerari che interessano la zona settentrionale del promontorio:
  - 310. Sentiero del Trave
  - 311. Sentiero della Sardella
  - 312. Sentiero della Vedova
  - 313. Sentiero della Scalaccia e delle tre valli di Pietralacroce (l'itinerario 313 è stato ampliato sino a comprendere tre diverse valli di Pietralacroce: quelle della Fonte, della Selva e della Scalaccia)[41]
- Itinerari che interessano la zona meridionale del promontorio:
  - 303. Sentiero dei Sassi Neri
  - 304. Sentiero di San Michele
  - 314. Percorso della Fonte di Capo d'Acqua

Gli itinerari 319 e 320 non sono escursionistici, ma ciclovie: l'"Adriatica" e la "Cònero - Argentario".
Percorsi di interesse pubblico
Oltre a questi itinerari ufficiali il Parco tutela anche tutti gli altri numerosi sentieri classificati come "percorsi di interesse pubblico". Tra essi si menzionano i seguenti, per il loro interesse paesaggistico e naturalistico; tutti sono detti nell'uso locale stradelli e conducono alle piccole spiagge della costa alta. 
- Sentiero di Mezzavalle, che conduce al centro della spiaggia omonima;
- Sentiero di Monte Carlin o "corto della Vedova", che conduce alla spiaggia della Vedova nei pressi del Sasso del Cane;
- Sentiero di Monte Venanzio, che conduce alla spiaggia della Vena e alla scogliera dei Draghetti;
- Sentiero degli Scogli Lunghi, che si stacca dall'itinerario 313 e conduce agli scogli omonimi;
- Sentiero della Fonte, che si stacca dall'itinerario 313 e conduce al tratto di costa omonimo;
- Sentiero della Spiaggiola di Santa Margherita, che conduce alla spiaggiola omonima;
- Sentiero del Passetto, che conduce alla spiaggia del Passetto;
- Sentiero della Grotta Azzurra, che conduce alla piccola grotta naturale omonima e alla spiaggia di Monte Cardeto.

Sentieri della zona di riserva integrale
Interessano tutto il versante orientale del Monte, ossia quello affacciato sulla costa e sono, si ricorda, percorribili solo previa specifica autorizzazione. Presentano un interesse paesaggistico notevole, grazie agli scorci sulle falesie e sulle spiagge rocciose; sono inoltre assai interessanti anche dal punto di vista storico, grazie alla presenza di antichi luoghi di eremitaggio, come la Grotta di San Benedetto. La vegetazione molto compatta, i numerosi bivi, gli strapiombi sul mare rendono questi sentieri, non segnalati, adatti solo per provetti escursionisti. I principali sono:
- "Traversata a mare del Conero", da Portonovo alle Balze Terribili, al Canal Bianco, alla zona degli eremi, alla grotta di San Benedetto, ai Sassi Neri[45];
- "Sentiero Pian Grande - Balze Terribili", un tempo indicato con la sigla 2A[45];
- "Sentiero Canal Bianco - San Pietro", un tempo indicato con la sigla 2B[45];
- "Sentiero Eremi - San Pietro", un tempo indicato con la sigla 2C[45];
- "Sentiero Grotta di San Benedetto - Belvedere Sud", un tempo noto con la sigla 2D[45].

## Alpinismo

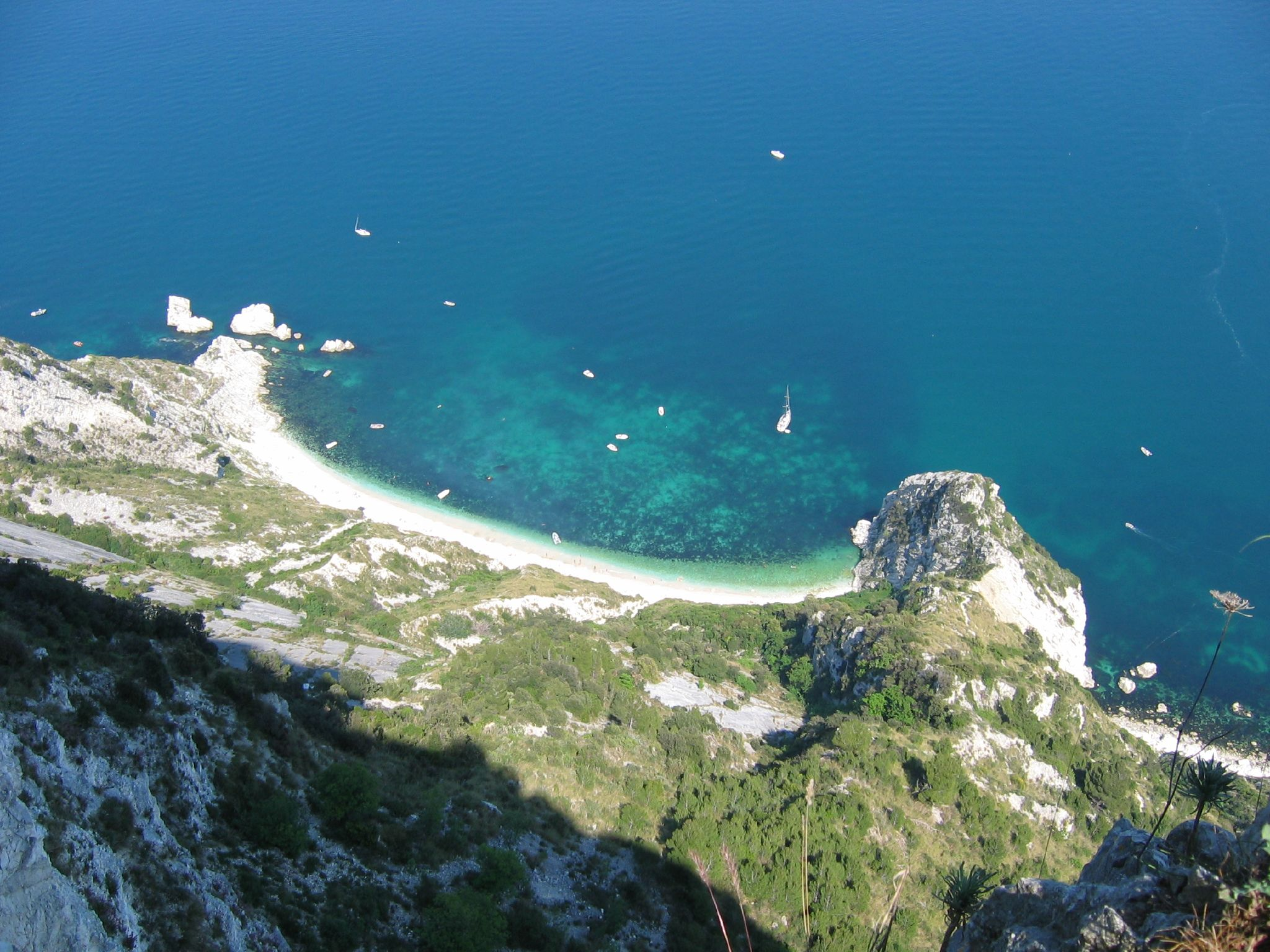
Gli strati rocciosi quasi verticali sui quali sono state aperte varie vie di roccia, a picco sulla spiaggia delle Due Sorelle

Le "Placche dei Gabbiani"

La "Via diretta dello spasimo"

Nelle pareti a picco sul mare di Monte Cònero sono presenti varie vie di roccia in cui si possono svolgere le attività di arrampicata; il regolamento del Parco del Conero prevede che esse possano essere svolte nel periodo che va dal 1º agosto al 30 settembre e che le autorizzazioni "sono concesse unicamente a singoli o associati che ne facciano richiesta con apposita istanza all'Ente. Le autorizzazioni saranno concesse, anche in maniera telematica, per un numero di praticanti non superiore a 6 unità al giorno e previa sottoscrizione di presa visione del regolamento dell'area interessata su cartografia; il richiedente assume le responsabilità, per sé e per i componenti del gruppo, riguardo a modalità e comportamenti adeguati nell'avvicinamento agli ambienti considerati e loro fruizione".
Le vie di roccia classiche, con più tiri di corda, interessano l'altissima falesia sopra alla spiaggia delle Due Sorelle, caratterizzata da strati di calcare compatto e disposto su piani sub-verticali. Le prime vie aperte presentavano difficoltà sino al 2º grado, come la "Via normale agli scivoli", che passa attraverso le "Placche della solitudine", estesi scivoli calcarei formati dal tetto di uno strato geologico.
Il 15 maggio 1980 fu scalato per la prima volta lo "Scivolo grande del Conero" e da quella data sono state aperte vie anche molto impegnative, fino al 5º grado, come la "Diretta dello Spasimo", il "Traverso di Ennio ai Libri", la Direttissima "Burattini-Pieroni", la "Via del canale diedro", le "Placche dei Gabbiani"; molte sono state aperte dal cameranense Francesco Burattini, istruttore nazionale di alpinismo che ha fondato e diretto la "Scuola di Alpinismo CAI" di Ancona. Una via particolarissima è il "Traverso di Ennio ai Libri", con alcuni passaggi di 7° e di 9°, che vince la sporgenza rocciosa che divide la spiaggia delle Due Sorelle da quella delle Velare; essa è detta "I Libri" perché i suoi strati geologici verticali sembrano formare giganteschi libri di pietra.

## Installazioni militari
Il Conero riveste un importante ruolo strategico per il controllo del mare Adriatico. La sua esplorazione dunque è lievemente limitata dal fatto che alcune aree sono militari.
Portonovo già nel 1710 ebbe la sua torre di avvistamento, e nel 1810 il fortino napoleonico. Nel XX secolo, con le guerre mondiali e soprattutto con la guerra fredda, sono state costruite basi con gallerie ed aree sotterranee.
Sin dal 2000 la base posta sulla vetta del monte è sede del 3º Distaccamento Autonomo Interforze del CII, mentre quella della Marina Militare poco più a sud e più in basso non è attualmente gestita. In località Poggio è presente un deposito di munizioni della Marina. Sulla strada provinciale fra il Poggio e Massignano rimane l'ingresso all'area militare sotterranea, assai attiva negli anni della guerra fredda.

### Il segreto militare e il rapporto con la cittadinanza

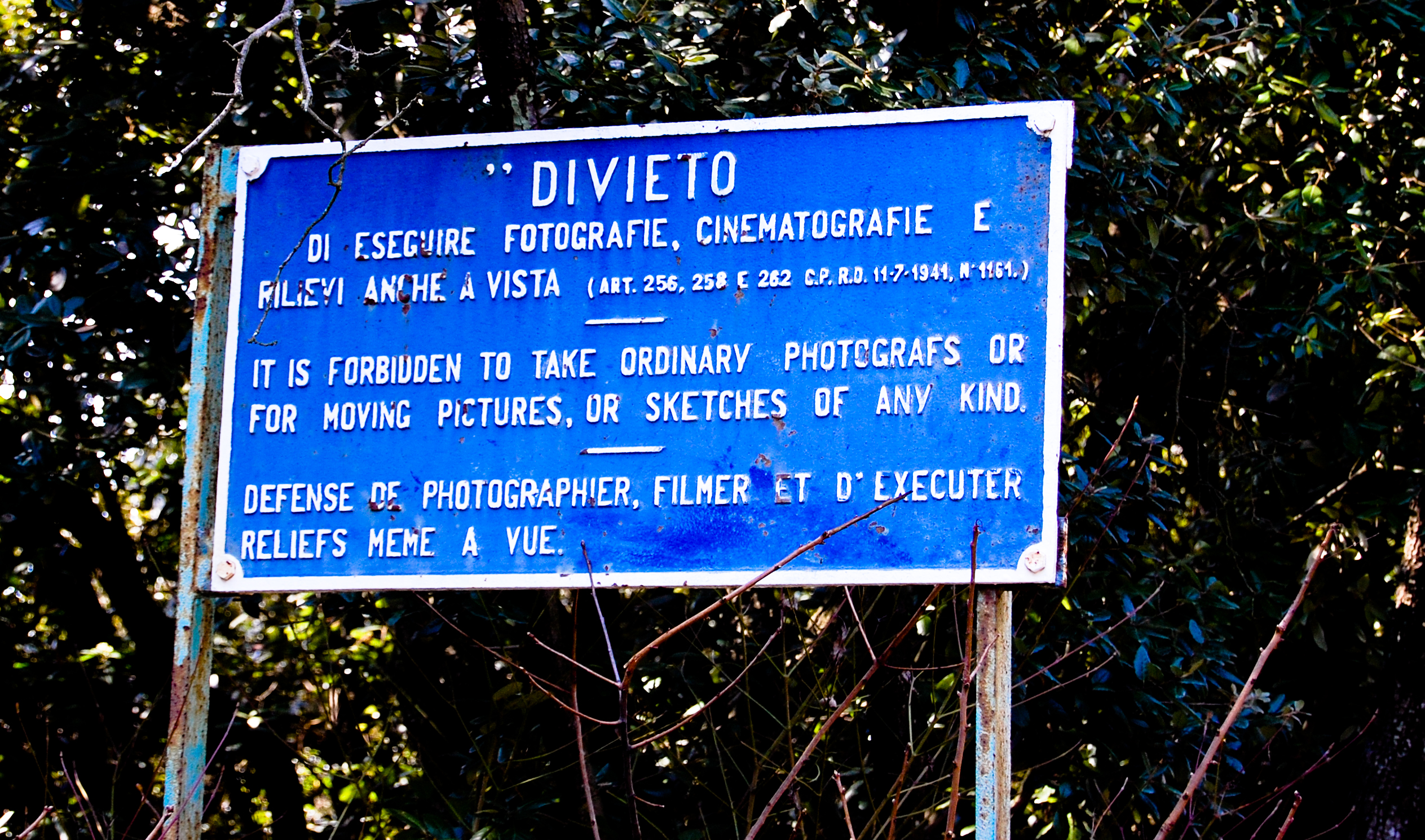
Uno dei cartelli di divieto

Un tunnel noto è quello che attraversa il monte per 800 metri a quota 450-500 circa, partendo dall'area militare, ora inutilizzata, che sorge lungo l'itinerario 1 e sbucando al belvedere nord sulla variante a dello stesso itinerario. Si è discusso di convertire quest'opera e relativi locali esterni dismessi ad un uso culturale, ad esempio per esporre i reperti archeologici della zona.
Quello che però stimola di più la fantasia si apre lungo la strada provinciale, fra Poggio e Massignano, circondato da doppie file di reti con filo spinato entro cui circolavano cani da guardia, torrette di guardia e cartelli che informano sul divieto di fare fotografie e rilievi anche a vista. Costruito negli anni '50 con manodopera locale, tuttora non è noto con certezza cosa esso contenga o abbia contenuto, ma il sindaco di Ancona Guido Monina riferiva da "fonte competente" l'assenza di armi nucleari,
e ad un'interrogazione parlamentare del 26 gennaio 1984 l'allora ministro della difesa Giovanni Spadolini rispondeva rassicurando che dalle installazioni militari presenti "non può derivare alcun pericolo per la sicurezza e la salute dei cittadini e che non vi è incompatibilità per l'eventuale costituzione di un parco nazionale".
Erano infatti gli anni in cui gli ambientalisti si battevano per l'istituzione del Parco regionale del Conero. Tre di questi, collaboratori del periodico "Il Pungitopo", proprio cercando di documentare gli effetti della presenza dei militari sul monte furono arrestati nel gennaio dell'84 con l'accusa di "procacciamento di notizie concernenti la sicurezza dello Stato".
Assolti con formula piena in appello nel 1986, la vicenda ha destato un certo clamore nell'ambiente politico di allora, specialmente per la curiosità e preoccupazione che gli abitanti della zona già provavano nei confronti di queste installazioni.

## Leggende

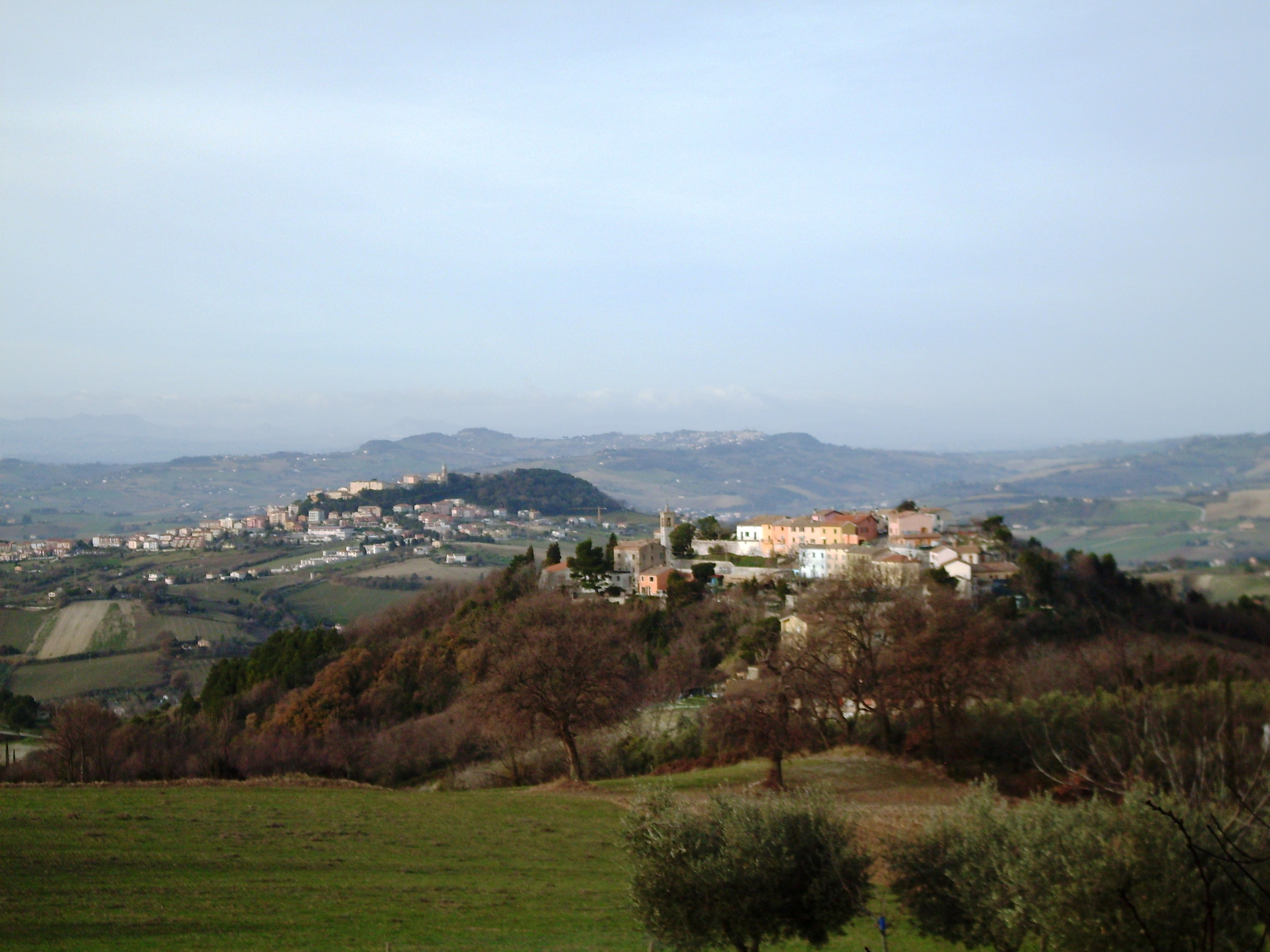
Massignano e, più lontano, Camerano

Come in ogni territorio che abbia una lunga storia, anche qui sono sorte numerose leggende. Alcune attingono agli elementi più antichi del Conero, mentre altre sono assai recenti (fine del XX secolo). Ne seguono alcune, a titolo d'esempio.

### Leggende legate alle grotte
Il Conero ha la fama di essere un monte cavo. Questa voce è suffragata dal fatto che molti dei paesi e cittadine della zona come Varano, Camerano, Poggio e Osimo sorgono su colli ricchi di ambienti ipogei dalle funzioni idrauliche e difensive. Tali opere in alcuni casi collegano fra loro i rilievi, in altri è almeno credenza popolare che lo facciano. Secondo una leggenda, in particolare, su cinque colli ai piedi del monte sarebbero state fondate delle fortificazioni da dei giganti, in tempi antichissimi, che le avrebbero poi collegate con suddetti cunicoli. Si ritiene che sul Conero esistano circa 150 fra grotte e anfratti, alcuni naturali, altri artificiali o riadattati dall'uomo, ma molti nascosti da frane e vegetazione.
Buco del Diavolo o della paura
Uno di questi cunicoli è il Buco del Diavolo o della paura, un inquietante cammino sotterraneo nei pressi di Camerano, che forse è un tratto di un acquedotto romano. Si narra che, se chi vi addentra si trova di fronte una chioccia d'oro con dodici pulcini, egli non potrà uscirne, finché non scriverà sul muro il nome del diavolo col proprio sangue:
(Bartolucci, 1979)
Grotta del Mortarolo

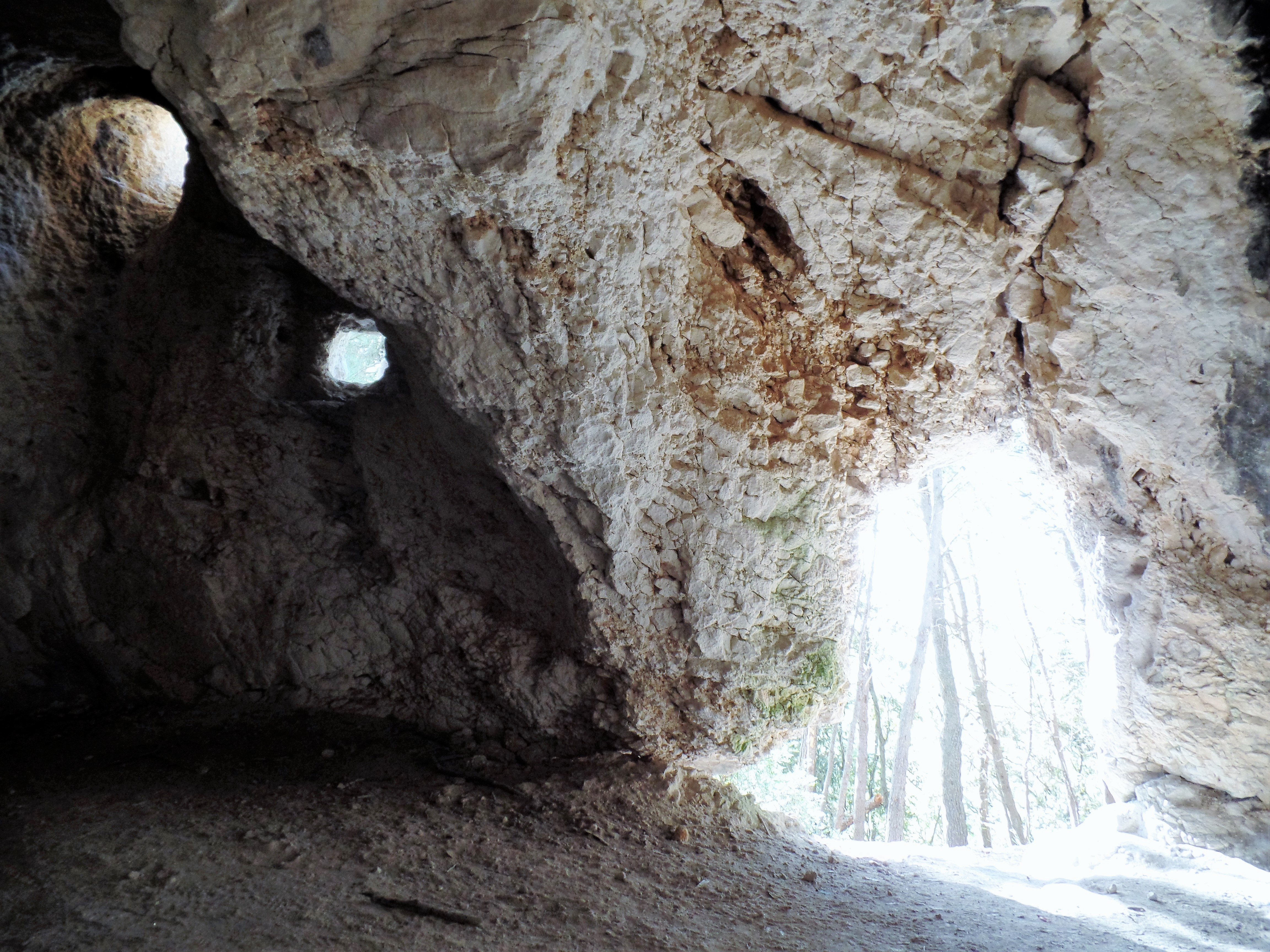
Mortarolo Grotta Conero AN e finestre

Si dice che nella già citata grotta del Mortarolo fosse possibile trovare dei sassi disposti a forma di morto, e che se qualcuno li avesse spostati, nel giro di una notte sarebbero tornati al loro posto. In realtà si tratta di uno scherzo risalente a tempi recenti. Vero piuttosto è che veniva usata come rifugio dai mariti sirolesi nei litigi matrimoniali. Si ritiene che il nome della grotta possa derivare dalla testa da morto o teschio che gli eremiti conservavano nei loro romitori, o da mortis ara (altare della morte) che indicherebbe origini pagane. Un'altra teoria è che derivi dalla mortella o mirto, pianta sacra ad Afrodite e Apollo.
Grotta degli Schiavi

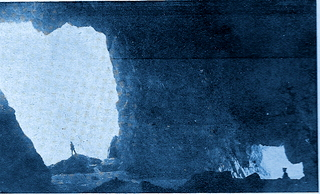
La grotta degli Schiavi, com'era dall'interno

La Grotta degli Schiavi era una grotta marina profonda circa 70 metri che si apriva con due ingressi separati da un grande pilone naturale; l'accesso principale era sul mare ed era accessibile in barca, l'altro invece permetteva di entrare nella grotta a piedi; nel fondo della grotta si trovava una piccola spiaggia nella quale sgorgava una sorgente d'acqua.
La grotta era situata poco a nord degli scogli delle Due Sorelle, nella zona ancor oggi detta "Spiaggia degli schiavi". Negli anni trenta l'ingresso è crollato, probabilmente a causa dell'attività della vicina cava. Lo studioso Francesco de Bosis la descrisse nel 1861, ritenendo che fosse stata formata dall'erosione marina e dal dissolvimento del calcare per le infiltrazioni. Il professor Luigi Paolucci, il grande studioso della natura del Monte, era solito recarsi con i suoi studenti in escursione alla grotta; un suo allievo riferì che nel 1913, nel corso di una di queste visite didattiche, uno strano anfibio cieco uscì dalla sorgente e che il professore subito lo identificò come un proteo, rarissimo abitante delle cavità carsiche.
Si ritiene che il nome della grotta si riferisca ai pirati schiavoni che la usavano come rifugio o per i prigionieri che facevano durante le scorrerie. Secondo una leggenda, la sorgente si sarebbe originata dalle lacrime di una principessa imprigionata lì, il cui riscatto non venne pagato. Altre voci riferiscono che questa grotta sarebbe la stanza in fondo al Buco del Diavolo, con chioccia e pulcini tesoro dei pirati. Si racconta anche che sulle pareti ci fossero ancora gli anelli a cui erano incatenati i prigionieri.
Grotte romane

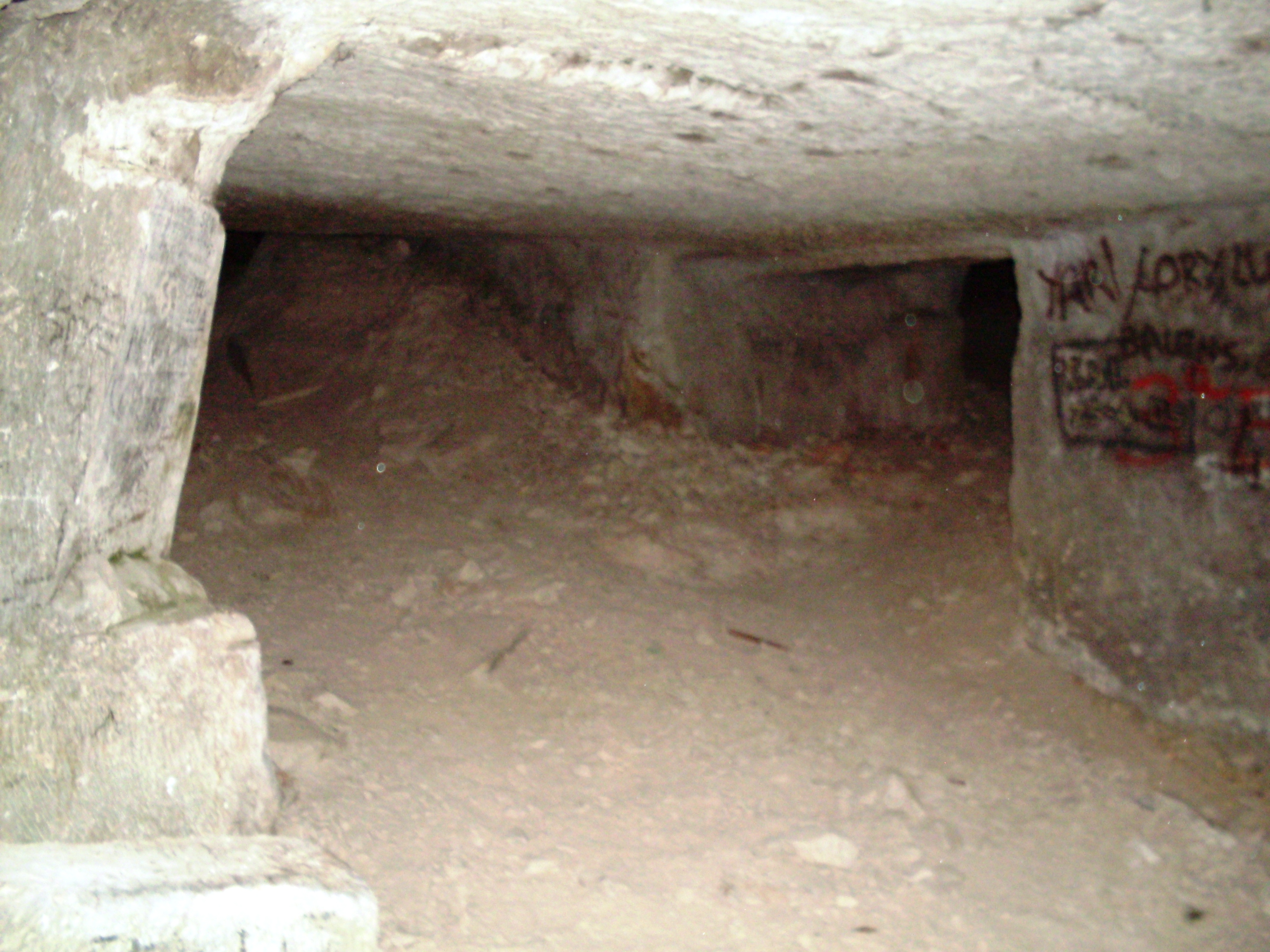
L'interno delle grotte romane

La cava romana è anche nota come grotta degli schiavi a monte, per distinguerla dalla precedente. Il nome in questo caso deriverebbe dagli schiavi usati nella cava, i quali, si racconta, organizzarono una ribellione e seppellirono i loro sfruttatori in fondo alla cava, sotto quella pietra ancora oggi chiamata cassa da morto. La rivolta venne però soffocata nel sangue, e le anime degli schiavi infesterebbero ancora la grotta. Mentre è certo che almeno fino al XX secolo fosse più profonda di quanto si trovi ora, si racconta anche che un tempo arrivasse dall'altro lato del monte. Secondo alcuni ciò potrebbe spiegare come i superstiti papalini della battaglia di Castelfidardo abbiano potuto superare i bersaglieri appostati a Massignano e raggiungere Ancona.

### Leggenda del Lago Profondo di Portonovo
Un'antica leggenda coinvolge il Lago Profondo di Portonovo, dal cui centro a volte si formerebbe un gorgo, originando sul fondo un inghiottitoio da cui partirebbe un torrente sotterraneo: il "Budello del Profondo". Questo corso d'acqua, passerebbe sotto il Monte, poi sotto la Basilica della Santa Casa di Loreto e sfocerebbe in mare al largo di Porto Recanati. Alcune versioni di questa storia dicono che, poggiando l'orecchio sul pavimento della Santa Casa e ascoltando attentamente, sarebbe possibile sentire il gorgoglio delle acque che scorrono nelle profondità.

### Misteri del XX secolo
L'idea che il monte sia cavo e le fantasie su ciò che può contenere si sono fatte più forti con la militarizzazione di alcune aree del Conero, con una base distribuita fra l'area di vetta, un'ampia zona un centinaio di metri più in basso e presso il Poggio, e costruendo anche due tunnel.
Tuttora le voci popolari riferiscono di missili puntati verso la costa slava, aerei pronti a decollare, sommergibili e tunnel sottomarini che sbucano in acque internazionali. Le teorie più audaci parlano di una sorta di Area 51, per cui la base all'interno del monte avrebbe a che fare con forme di vita aliene e con gli avvistamenti di UFO che avvengono nella zona del Conero.
Queste ipotesi hanno preso parte alla trasmissione Mistero nella puntata del 10 maggio 2012, in cui tra l'altro vengono visitati il Buco del Diavolo e il relitto del Potho, e si intervista Americo Zoia, che prese parte agli scavi del tunnel. Quest'ultima parte è rimasta localmente celebre per la schiettezza del pensionato.
Le teorie sulla cavità del monte Conero hanno anche ispirato due racconti: uno coinvolge Sherlock Holmes, un altro è ambientato in tempi più recenti.

## Galleria d'immagini

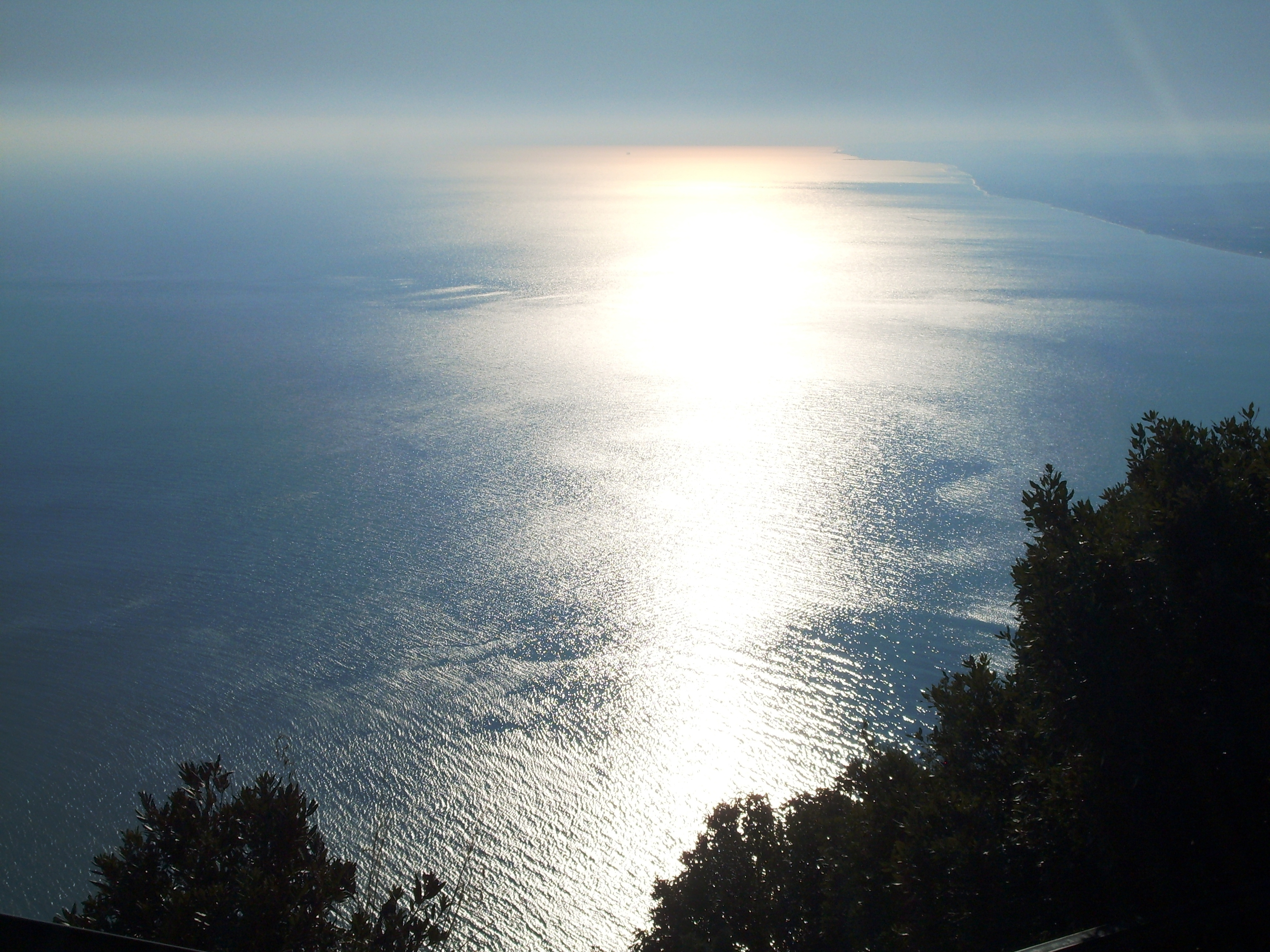
Vista del Mare Adriatico dal Belvedere sud
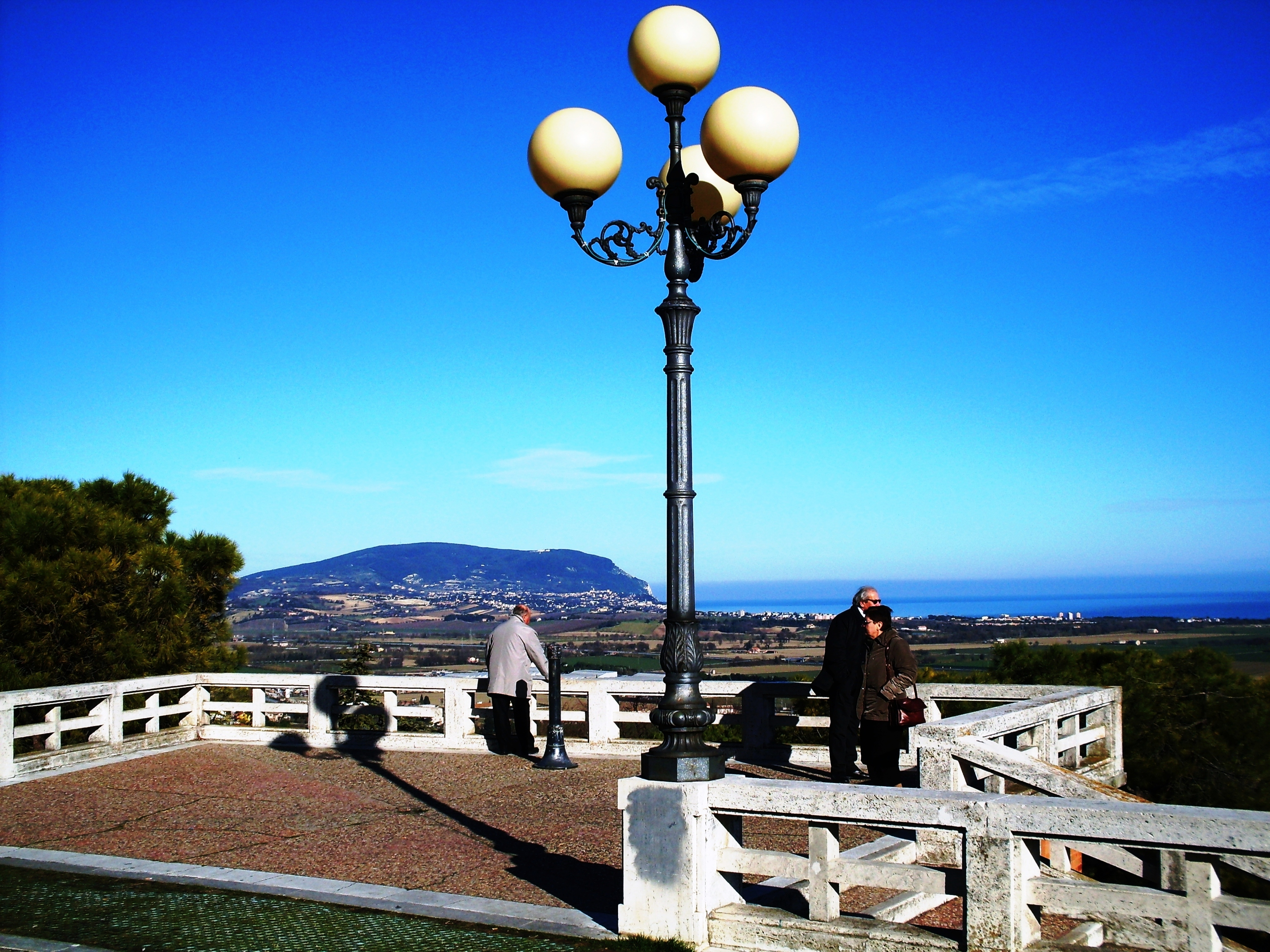
Il Monte visto da Loreto
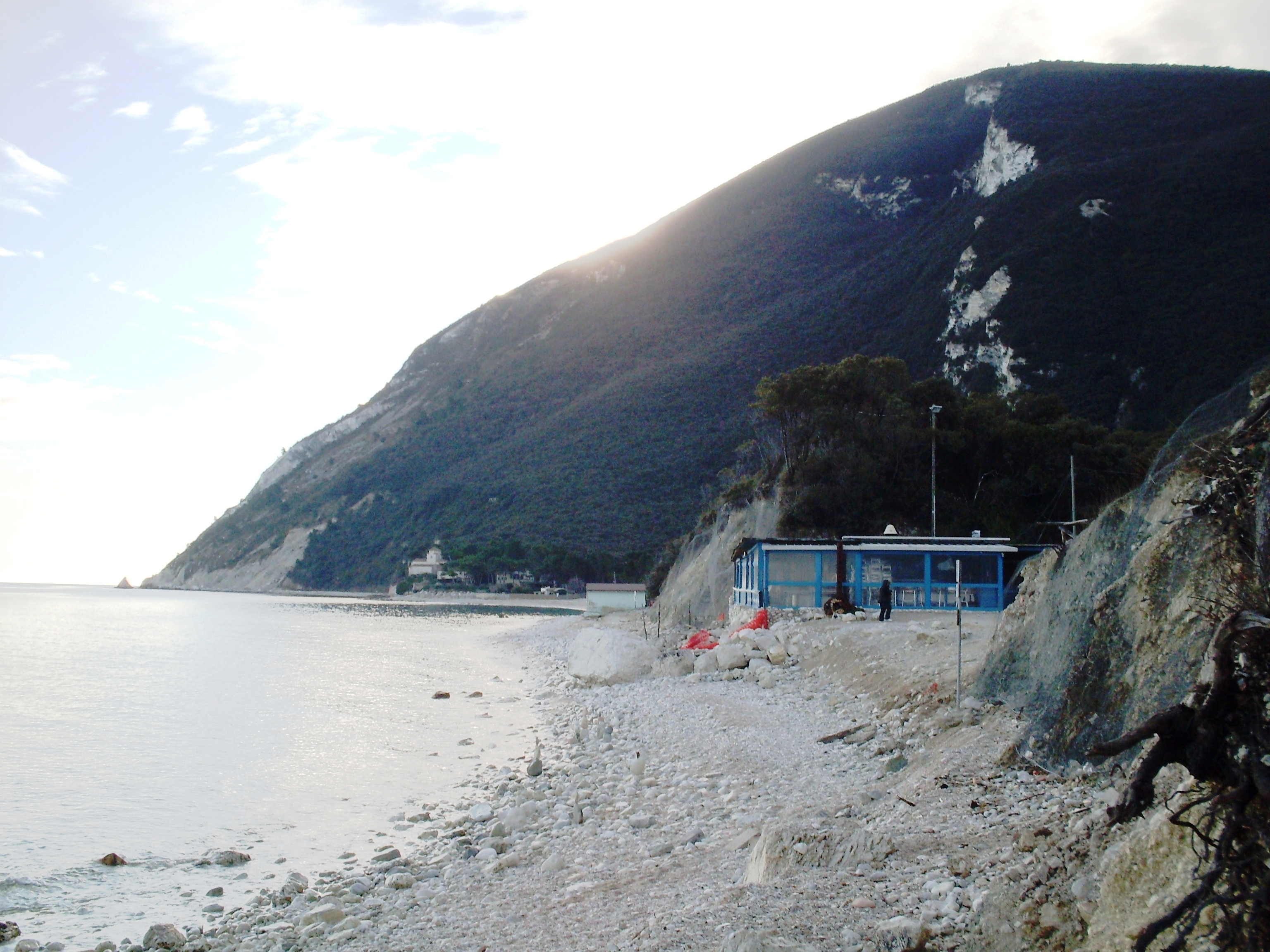
Il Monte visto dalla Torre di Portonovo
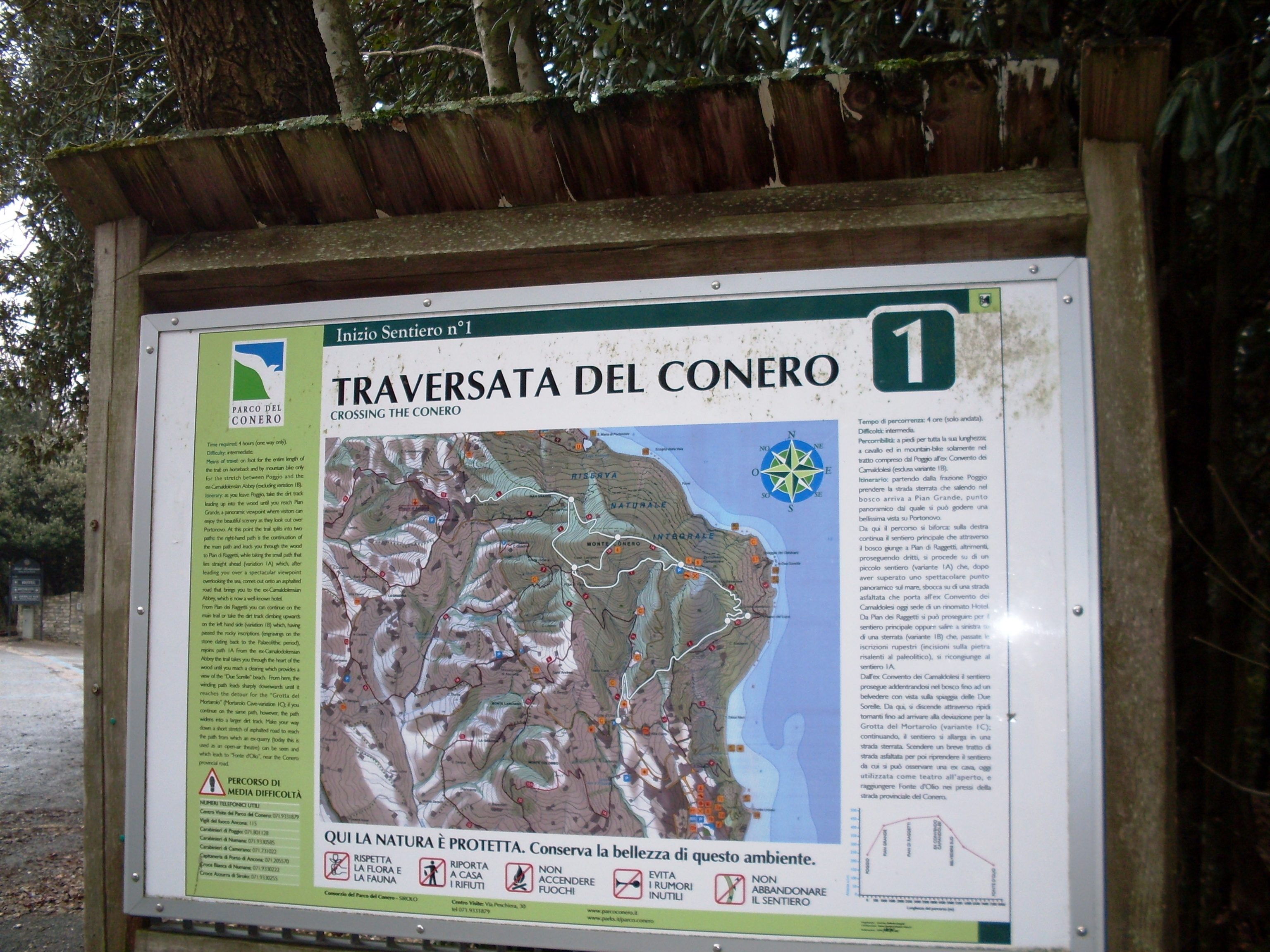
Mappa del sentiero n° 1
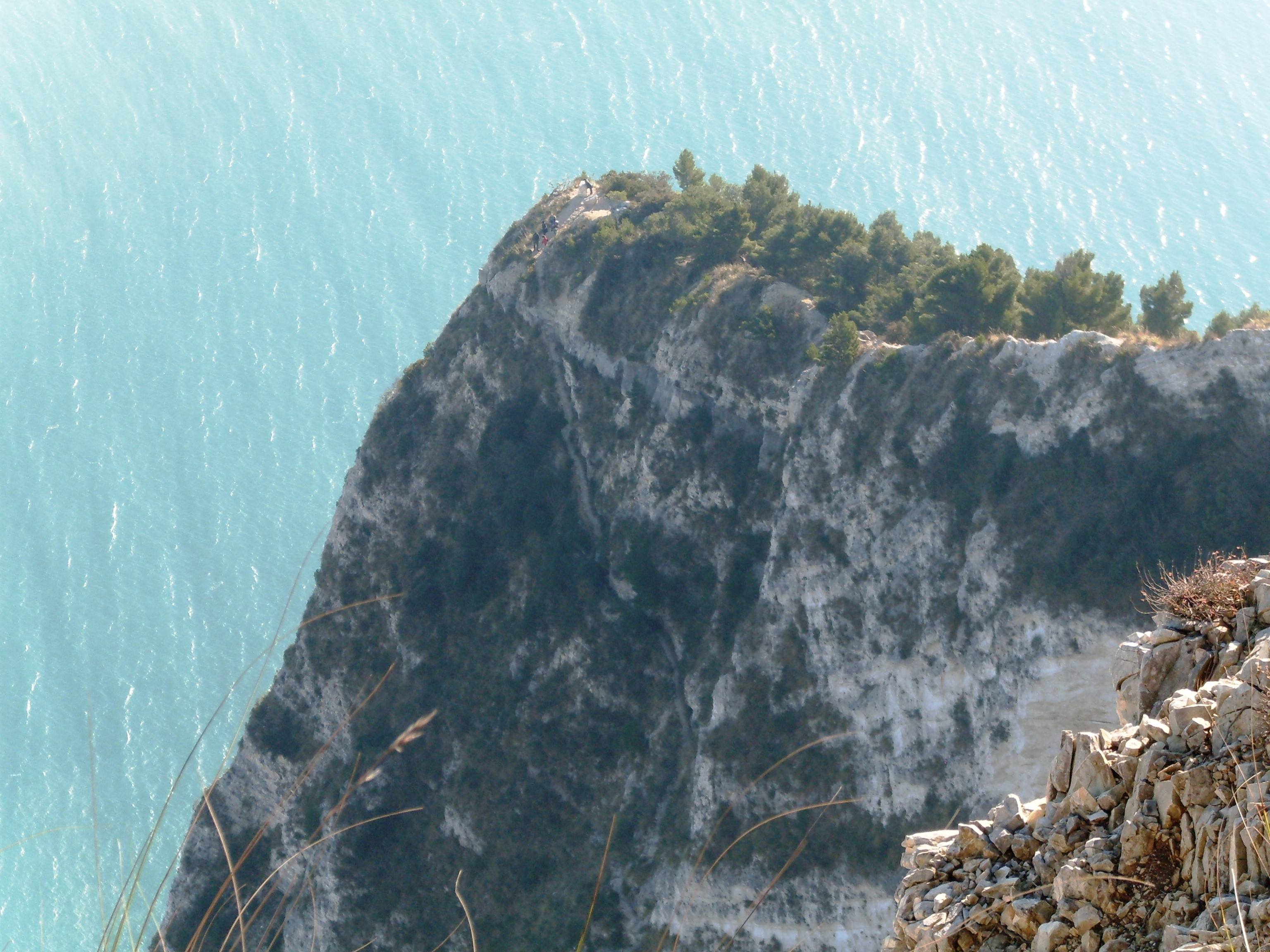
Il Passo del Lupo, sul sentiero delle Due Sorelle
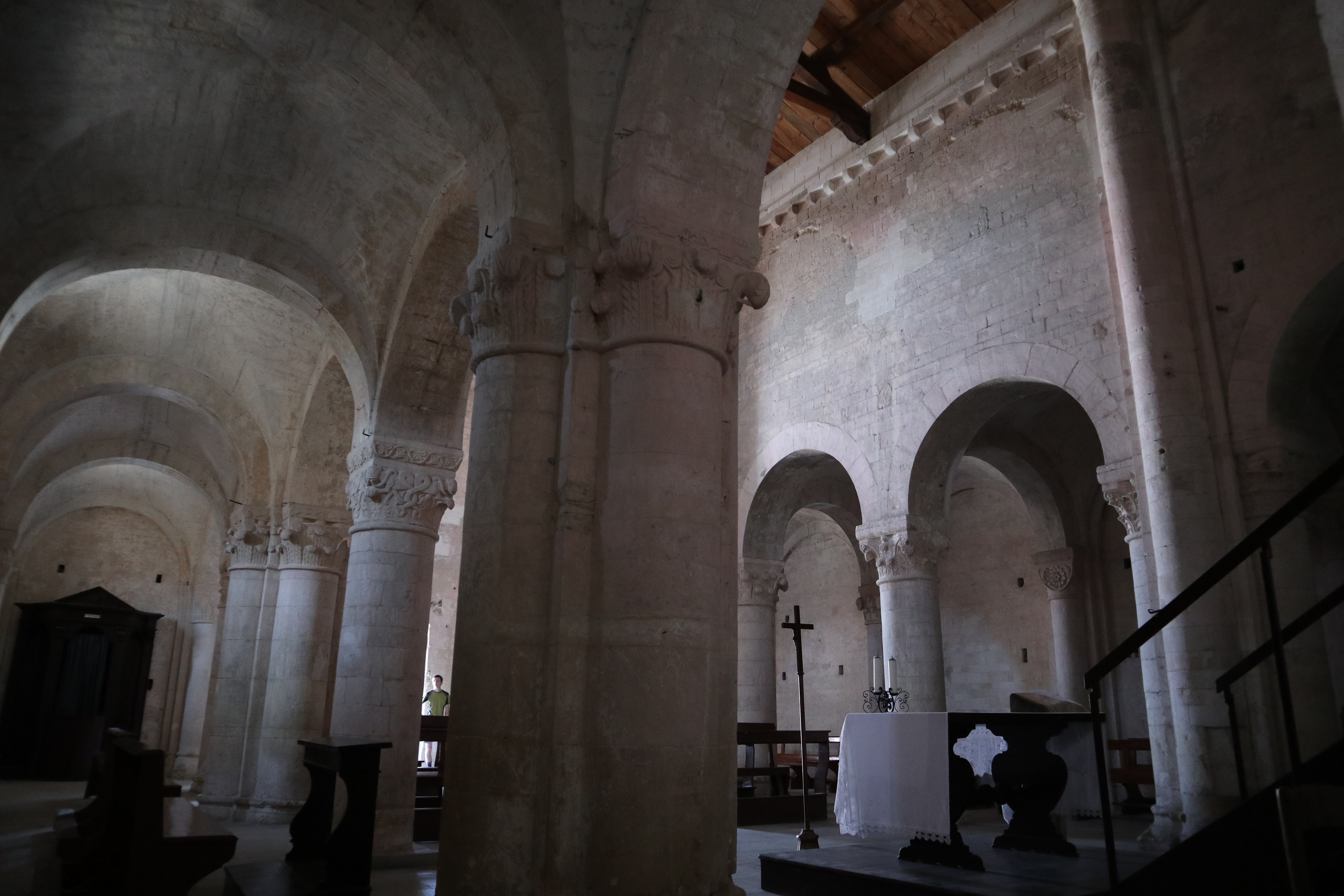
Interno della chiesa romanica di San Pietro al Conero
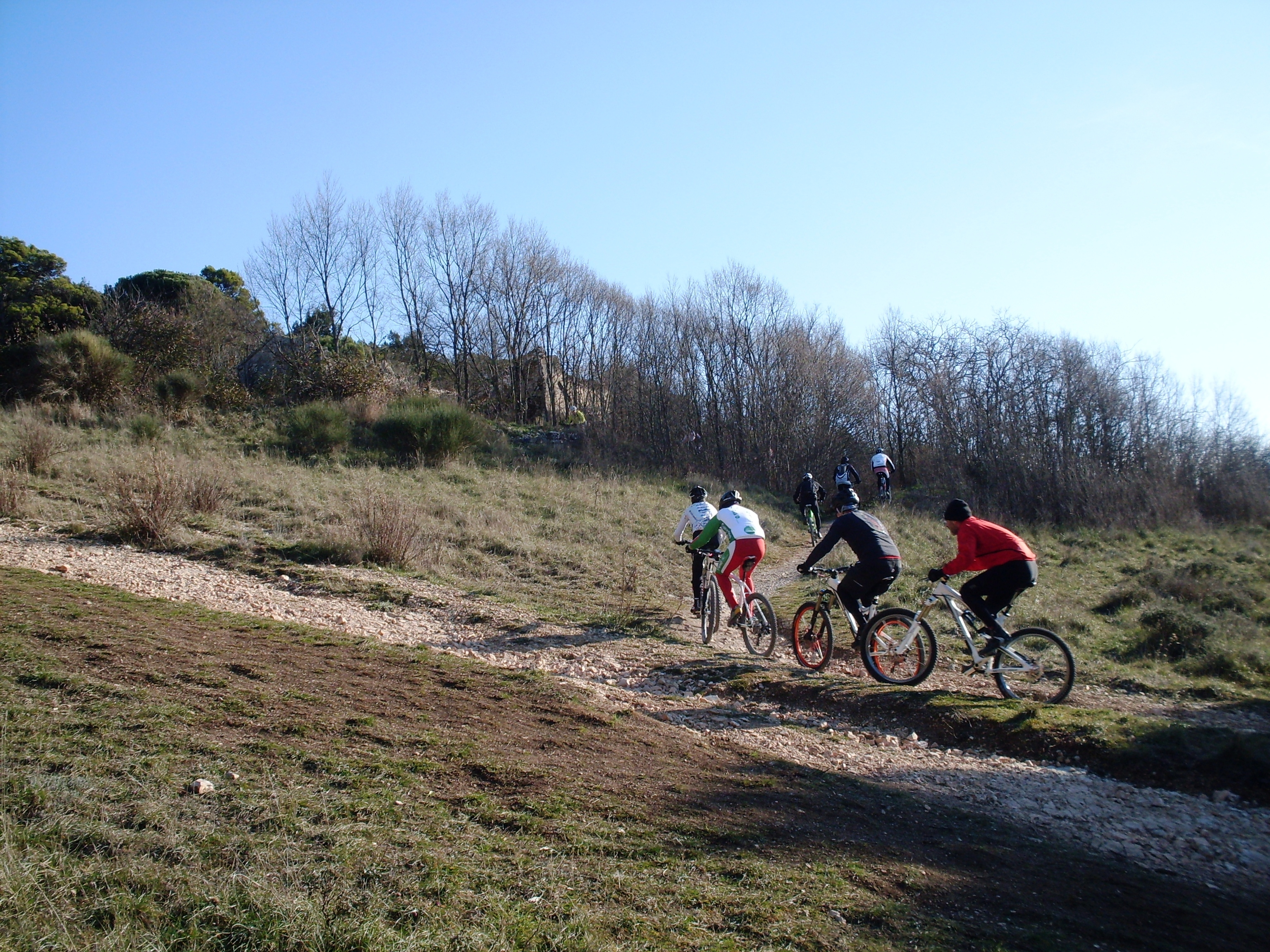
Ciclisti sul Conero
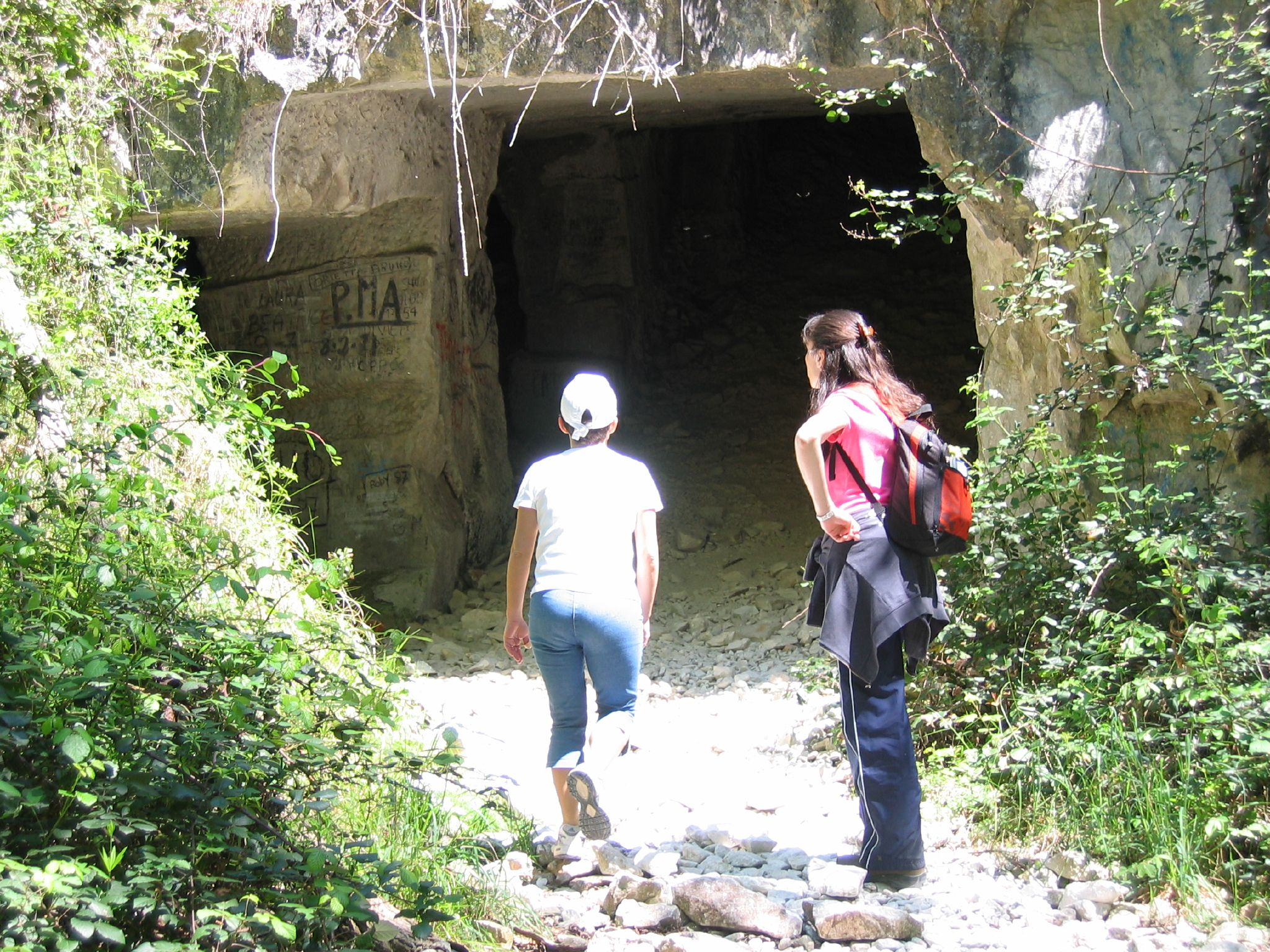
Turisti di fronte alla cava romana
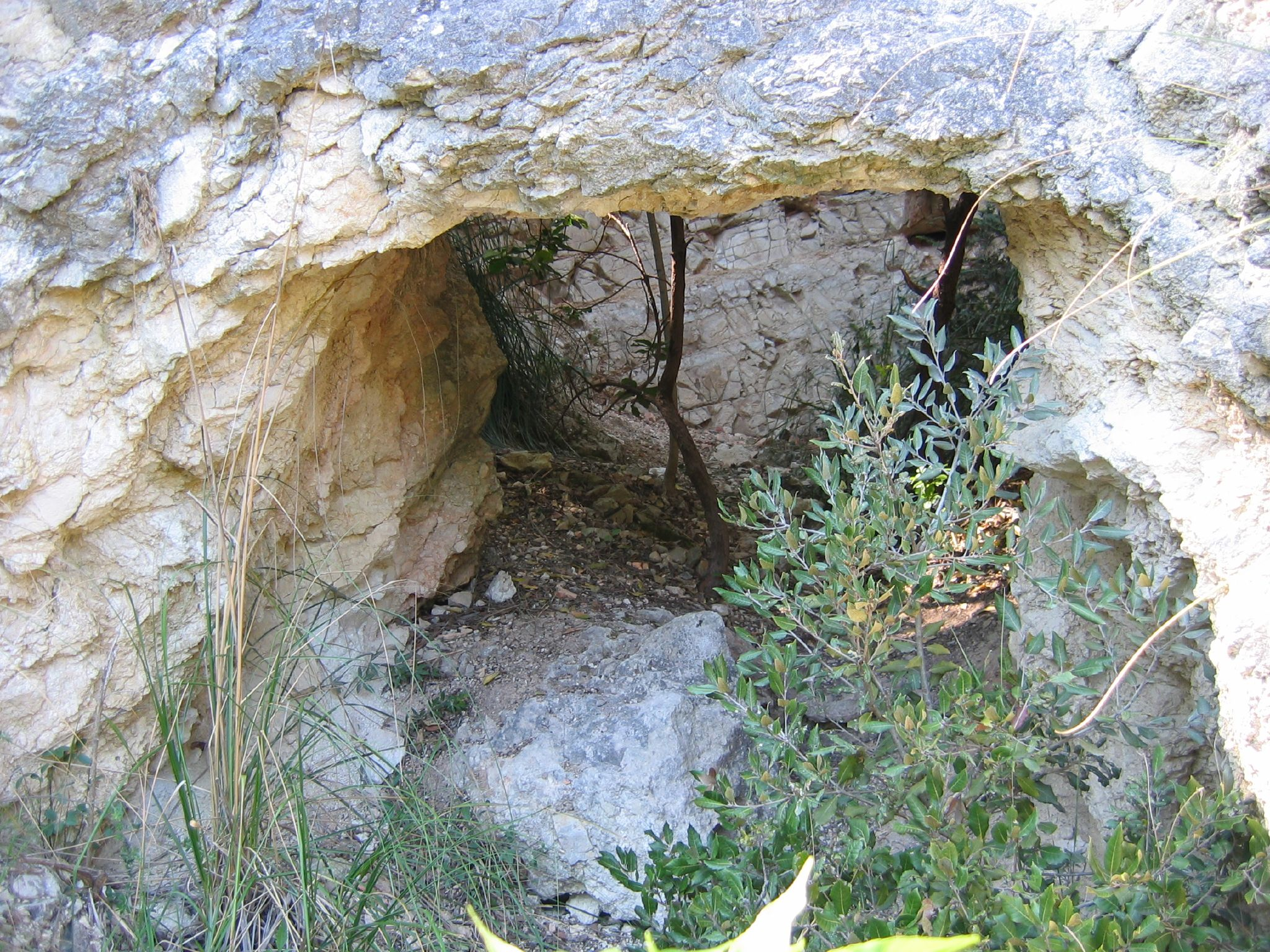
La bocca di una vecchia fornace da calce, sul versante sud
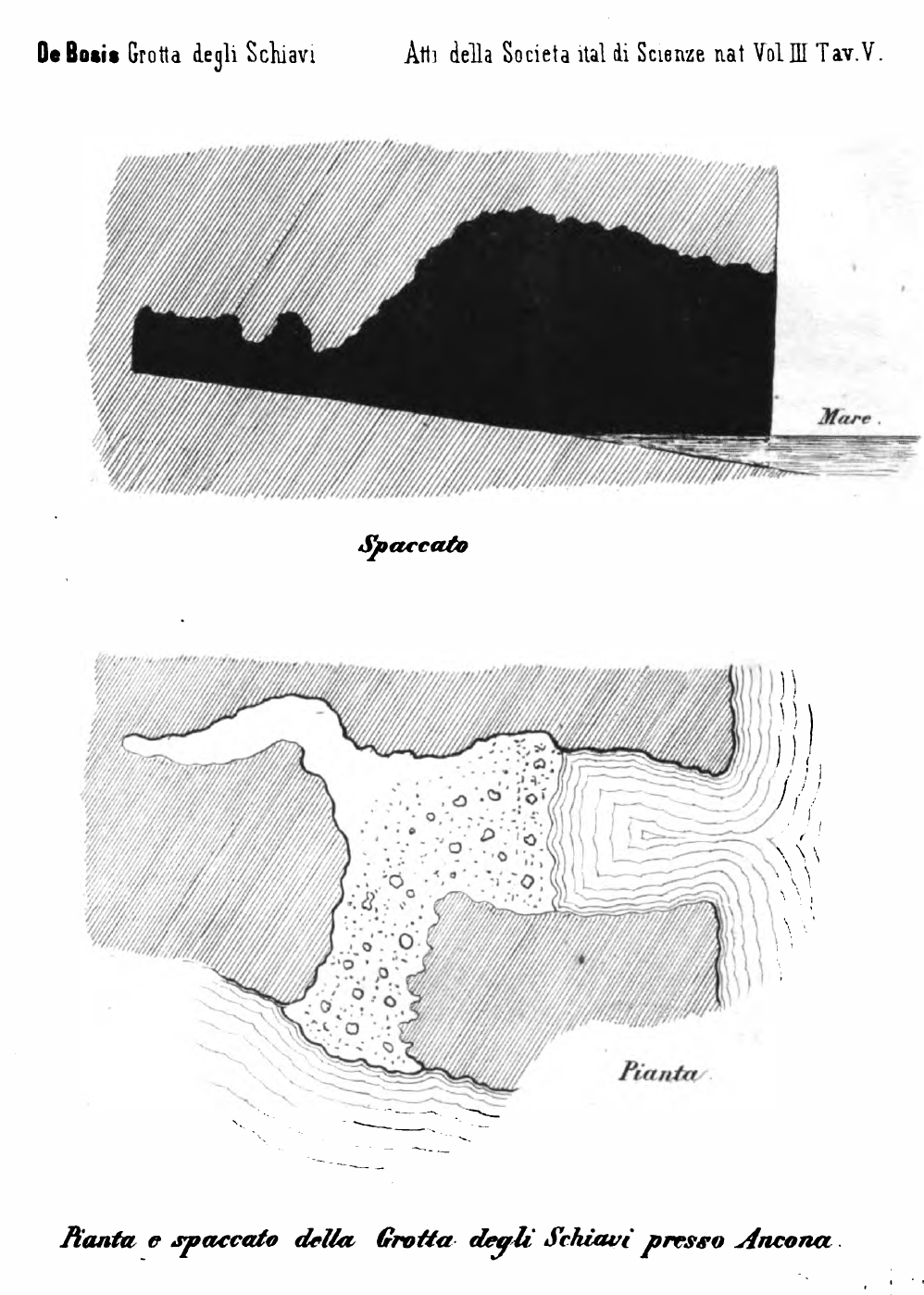
Grotta degli Schiavi - disegno di Francesco De Bosis
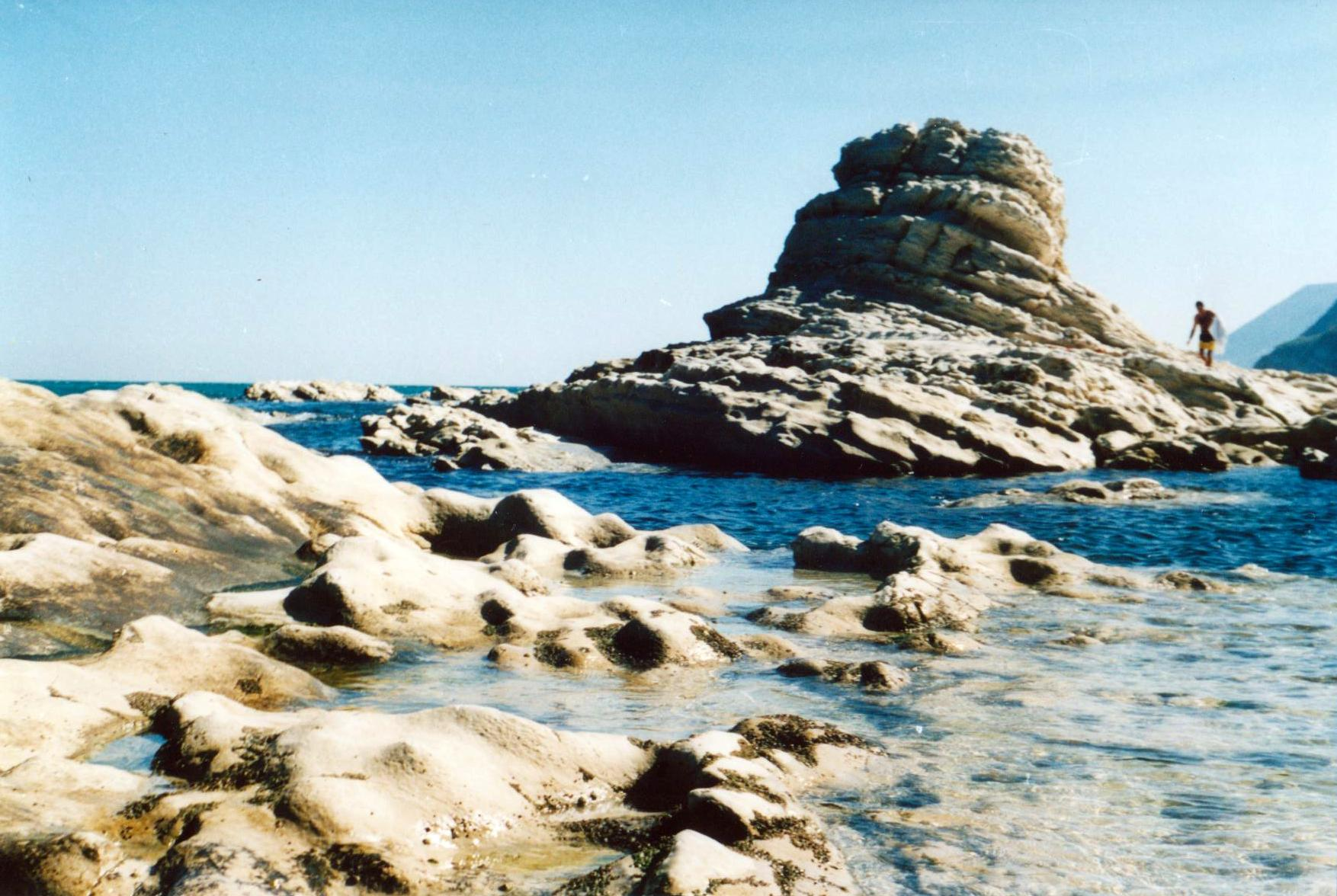
Monte Conero visto da Ancona, dietro allo scoglio della Seggiola del Papa (spiaggia del Passetto)
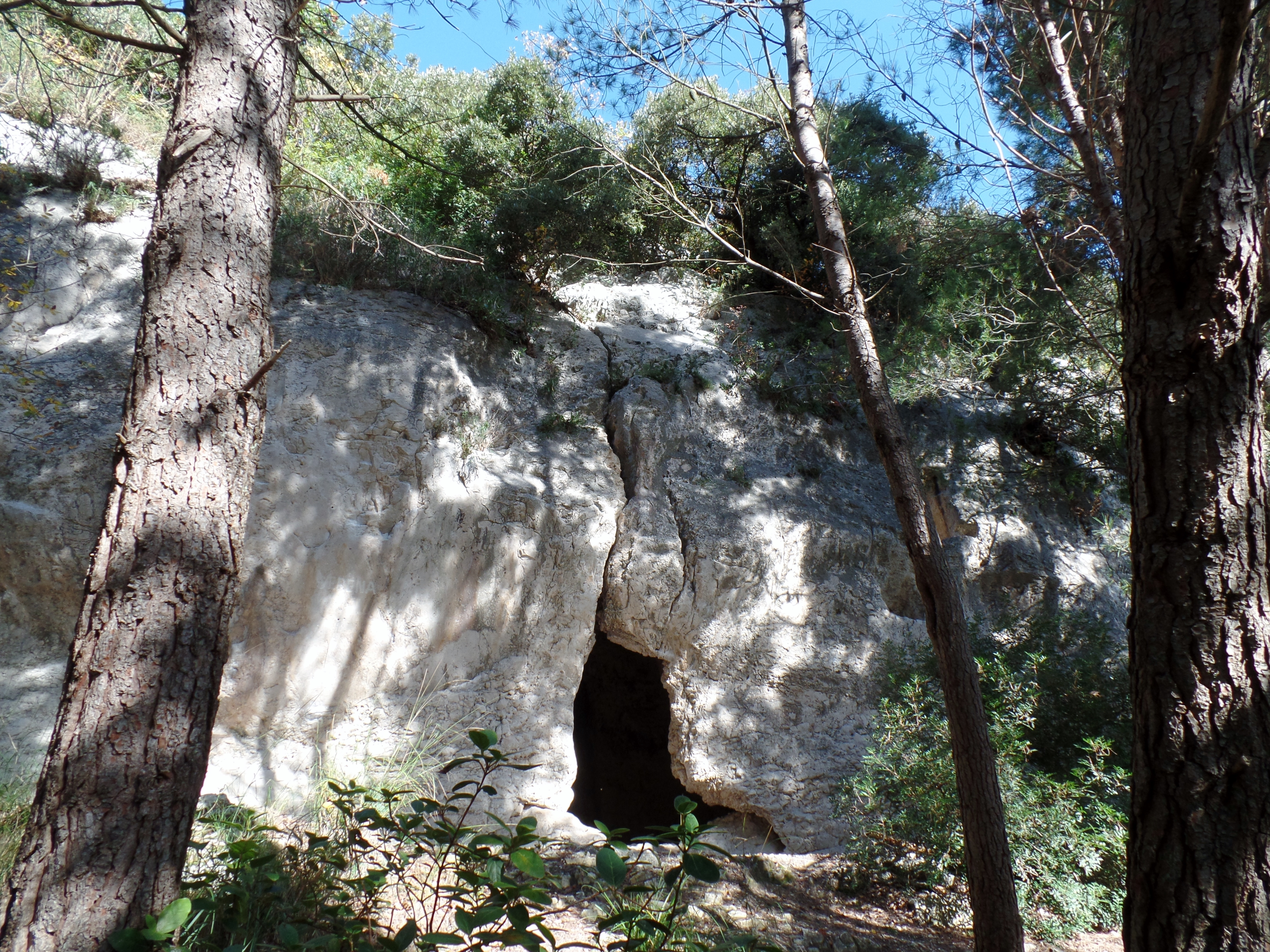
Grotta del Mortarolo - vista esterna
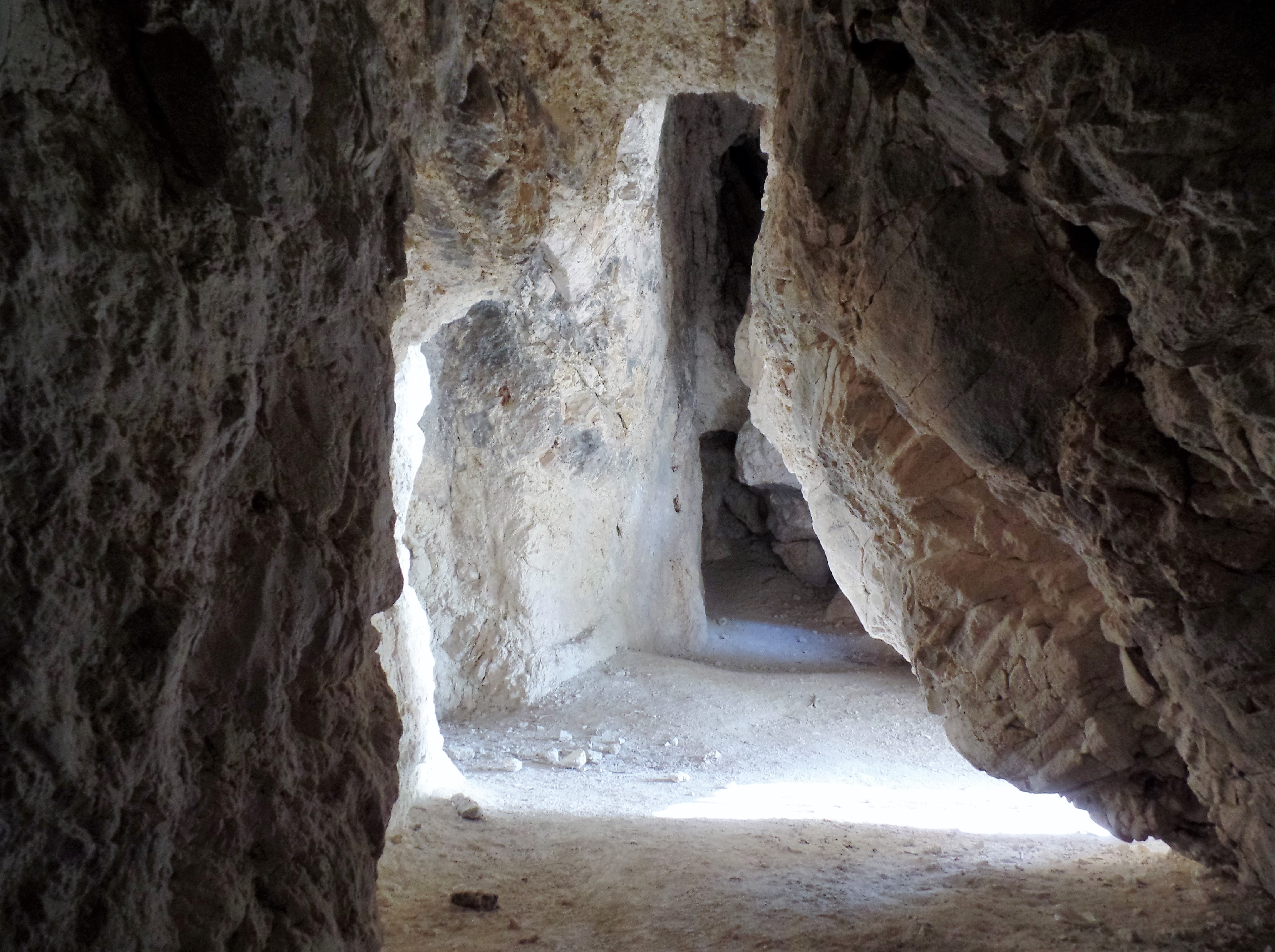
Grotta del Mortarolo - interno
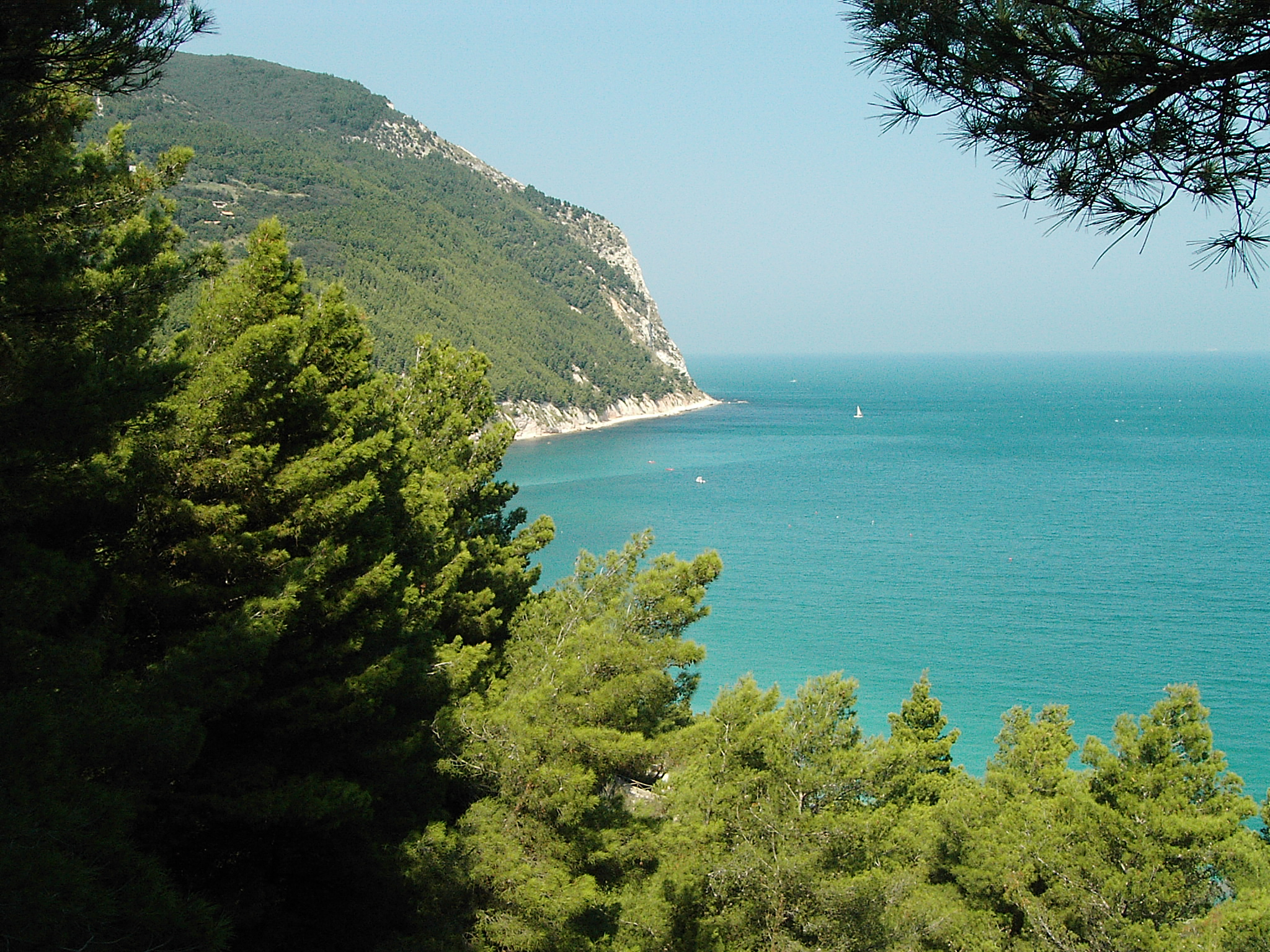
Vista di Monte Conero da Sirolo